# Bahnhofstrasse (Biel)

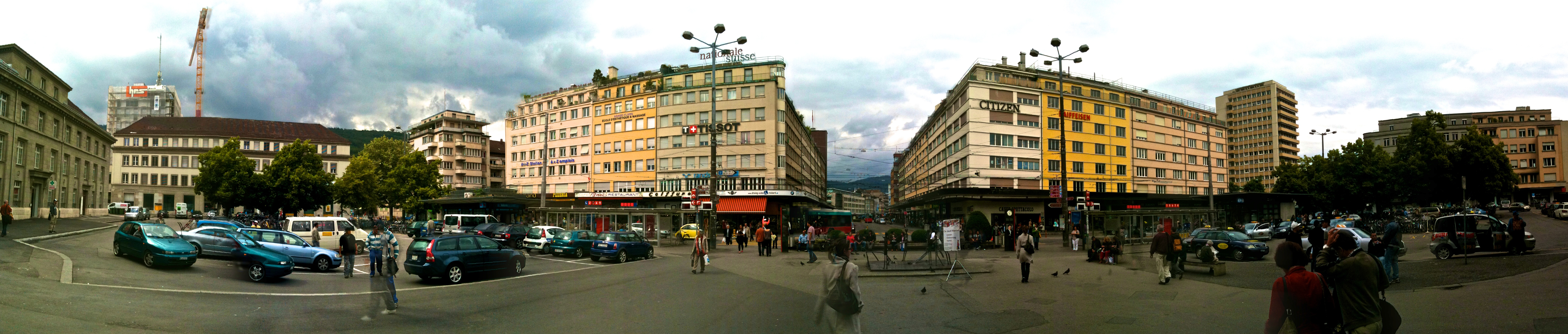
Bahnhofplatz mit Bahnhofstrasse, Panorama (2011)

Die Wohn- und Geschäftshäuser Bahnhofstrasse 1–9 (erbaut 1930 bis 1934) sowie Bahnhofstrasse 2–12 (erbaut 1932 bis 1940) und Bahnhofplatz 7, 9, 11 und 13 in Biel im Kanton Bern in der Schweiz wurde im Stil der «Bieler Moderne» errichtet. Die Bauten stehen als Kulturgut unter Denkmalschutz.

## Lage
Die Bahnhofstrasse liegt in der Bieler Neustadt und verbindet den Bahnhof mit dem Zentralplatz. Der ältere Teil der Strasse befindet sich zwischen dem Zentralplatz und dem General-Guisan-Platz mit Volkshaus und «Hotel Elite». Der neue Teil der Bahnhofstrasse zwischen den General-Guisan-Platz und dem Bahnhofplatz wurde im Stil der Moderne gestaltet.

Historische Abbildungen
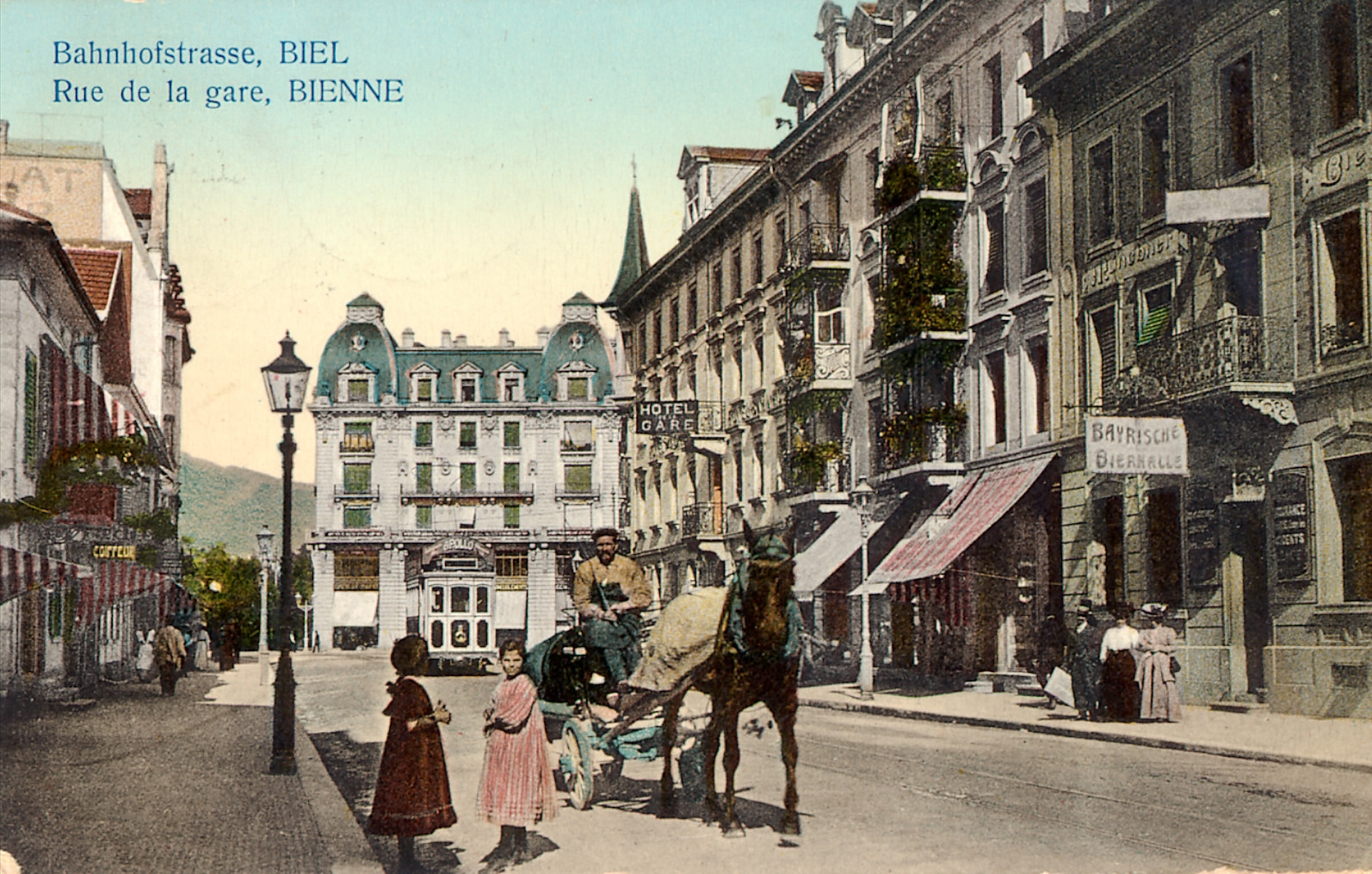
Bahnhofstrasse, älterer Teil (ca. 1911)
Bahnhof mit unbebautem Bahnhofsquartier (1927)
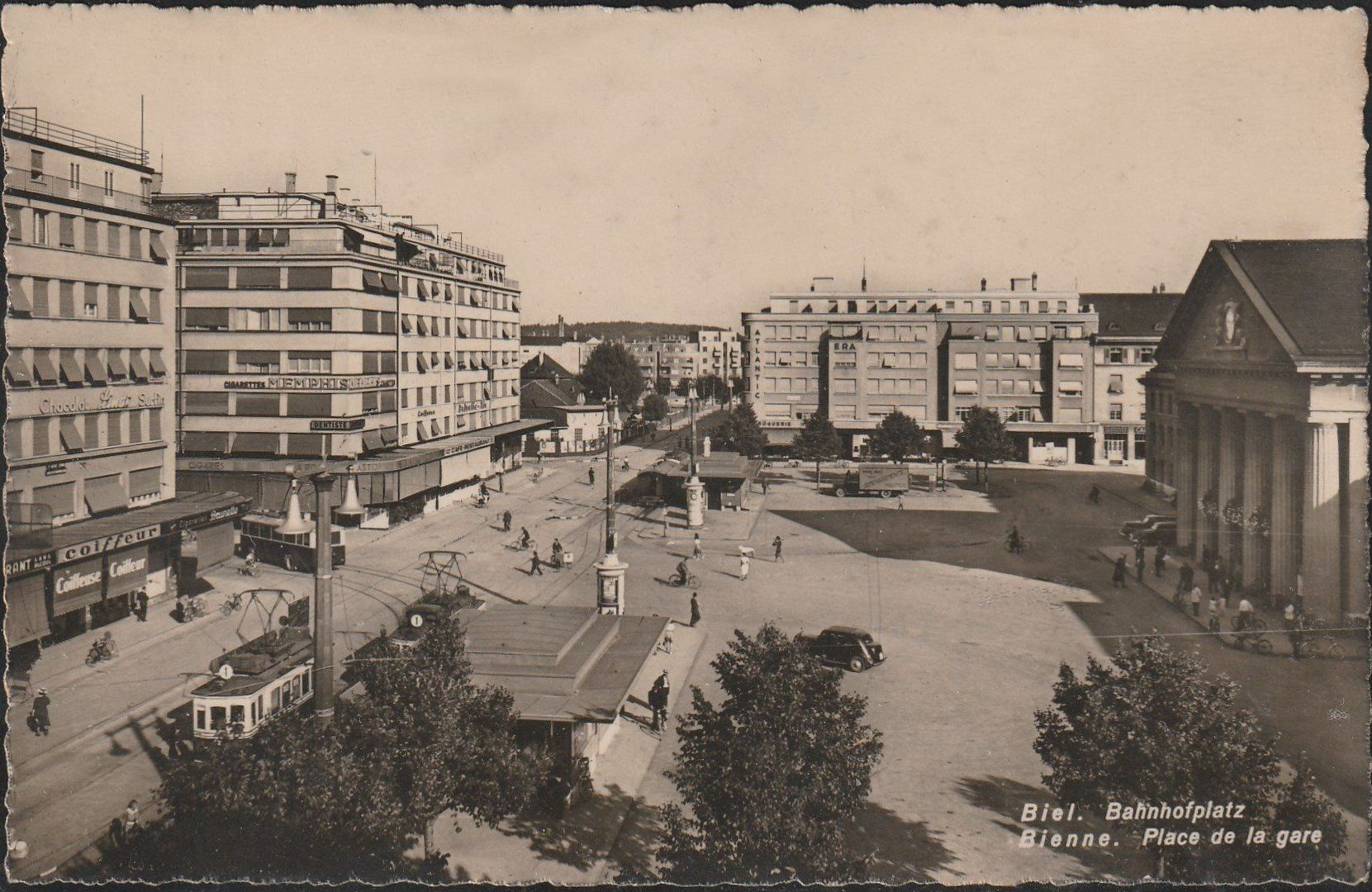
Bahnhofplatz mit Bahnhofstrasse (ca. 1940–48)
Bahnhofsquartier und Bielersee (1958)
Bahnhofsquartier vom Bahnhof gesehen (1962)

## Geschichte
Der 1857 eröffnete, erste Bieler Bahnhof befand sich am Schüsskanal nördlich gegenüber der letzten Altstadterweiterung. Der zweite Bahnhof von 1864 lag ungefähr am heutigen Standort des Volkshauses und des «Hotel Elite».
Schon ab 1870 wurde die Trennung von Personen- und Güterbahnhof sowie alternative Verläufe der Bahntrassen diskutiert. 1912 genehmigte der Bundesrat die Errichtung eines neuen Bahnhofs auf freien Grundstücken ca. 200 m im Südwesten des alten Standorts. Die Folge dieser Entscheidung war die weiter bestehende Trennung der Stadt vom Ufer des Bielersee. Gewonnen wurde das Bauland im Bereich des vorherigen Bahnhofs. Nach einem Fassadenwettbewerb im Jahr 1916 wurde 1927 der neuklassizistische heutige Bieler Bahnhof eröffnet.
Durch die geplante Eingemeindung der Orte Bözingen, Madretsch und Mett entstand parallel die Notwendigkeit zur städtebaulichen Entwicklungsplanung für Biel und Umgebung. Unter Einbeziehung von Nidau, Brügg und Port fanden ab 1915 Vorbereitungen für einen städtebaulichen Ideenwettbewerb statt. Als Preisrichter des Wettbewerbs «Bebauungsplan der Stadt Biel und Vororte» wurden 1918 der Bieler Stadtpräsident Louis Leuenberger, der damalige Stadtbaumeister Heinrich Huser, Stadtgeometer Felix Villars, der St. Galler Stadtbaumeister Max Müller, die Architekten August Arter aus Zürich und Alphonse Laverrière sowie der Ingenieur E. Riggenbach aus Basel berufen. Aufgabe der Ausschreibung war die Bestimmung von Bebauungszonen für die Schwerindustrie, für Lagerflächen und für einen Industrie- und Handelshafen, von Grünflächen, öffentlichen Bauten sowie Marktplätzen. Der Ausbau der Strassenbahnlinien und die Anbindung neuer Strassen an das vorhanden innerstädtische Netz und die Vororte war ebenfalls Teil der Fragestellung. Das Ufer des Bielersees sollte Teil des Stadtraumes Biel werden. Hier waren Badeanstalten, Bootshafen, Dampfschifflände und eine Seebuchtbebauung erwünscht.
Im Rahmen der «Spezialaufgabe Bahnhofareal» wurde ein städtebaulicher Bebauungsvorschlag für das durch die Bahnhofsverlegung frei gewordene, ca. 90'000 Quadratmeter grosse Grundstück gesucht. Die eingereichten Entwürfe schlugen alle eine Strassenachse mit Ausrichtung auf dem Bahnhof vor, die Ausbildung der Baublöcke, Plätze und Strassen unterschieden sich.
1921 gewann die Sozialdemokratische Partei die Gemeinderatswahlen in Biel. Sie übernahm die Verantwortung für eine verschuldete Gemeinde, die wenig kreditwürdig war. Zwischen 1914 und 1921 waren die Schulden unter der Vorgängerregierung von 9,5 auf 14 Millionen Franken gestiegen. Um neue Kredite zu erhalten, hatte die bürgerliche Stadtverwaltung zahlreiche Gemeindegrundstücke mit Hypotheken belastet. Die Errichtung von Arbeitersiedlungen durch die öffentliche Hand auf städtischen Grundstücken war nicht finanzierbar. Die erste sozialistische Regierung beschränkte sich deshalb auf eine Neuorganisation der Arbeit in der Verwaltung und Wirtschaftsreformen. Das Problem der Arbeitslosigkeit wurde durch Arbeitsbeschaffungsmassnahmen zur Errichtung von Infrastruktur bekämpft. Nach der Wiederwahl 1928 wurde die Wohnungskrise in Angriff genommen. Das durch den Bau des neuen Bahnhofs frei werdende Land gab der Stadtverwaltung die Möglichkeit, in der Nähe des Zentrums mit Gewerbe gekoppelten Wohnungsbau zu initiieren. Es verknüpften sich die Bedürfnisse kapitalistischer Citybildung mit den Idealen sozialdemokratischer Planung, die in der Formensprache Modernität, Internationalität und Stärke ausdrücken wollte.
1924 wurden die Volumen der Bebauung geklärt und damit die Grundlage für die Bauvorschriften gelegt. Im April 1925 trat der Bau- und Alignementsplan für das Bahnhofquartier in Kraft. Sonderbauvorschriften wurden fünf Jahre später erlassen. Die Regelungen, die im Wesentlichen bis heute gelten, zeugen vom modernen Leitbild der Stadtbehörden im Roten Biel:

„Als Grundlage für den Ausbau des Bahnhofquartiers dient der vom Regierungsrat genehmigte Alignementsplan. (...) Der Gemeinderat behält sich die genaue Festsetzung der Baulinien nach Rücksprache mit dem jeweiligen bauleitenden Architekten vor, wo sie im Plane punktiert sind. Die Bauhöhe soll 20 m betragen, gemessen von Parterreboden-Oberkante bis Oberkante Dachgesims. Auf dem ganzen übrigen Areal soll die Bauhöhe 13,50 m betragen. An Ecken und Plätzen kann zur Erzielung einer architektonischen Wirkung die Erstellung von fünf Geschossen und eine Fassadenhöhe von 16,60 m zugelassen werden. Über dem Dachgesims ist bei allen Gebäuden auf dem ganzen Areal ein Stockwerk zu erstellen, dessen Aussenwand 1,50 m von der Fassadenflucht zurückgesetzt wird und dessen Gesims-Oberkante 2,80 m höher als das Dachgesims liegt. Hofbauten dürfen nur einstöckig erstellt werden. 
Fassadengestaltung. Auf die Länge der neuen Bahnhofstrasse (...) und entlang den nördlichen Bahnhofplatzseiten ist eine Markise (...) anzulegen. Die Markise ist nach Zeichnung des Stadtbauamtes in Beton und Glas auszuführen. (...) Zur Erzielung einer einheitlichen, geschlossenen Wirkung ist ein Fassadensystem mit zirka 4 m Axendistanz zu wählen. Die Gebäude sind mit Flachdächern zu erstellen. Die Abgrenzung der begehbaren Dachfläche hat durch ein 90 cm hohes Eisengeländer aus horizontalen Stäben zu geschehen. Für das Erdgeschoss soll Haustein, Kunststein, Plattenverkleidung, Eisen und Glas oder Beton und Glas verwendet werden. Die Farbgebung unterliegt der Genehmigung der Baubehörden. Schriften und Reklamen sind bei Gebäuden an denjenigen Stellen anzubringen, die in der Markisenzeichnung des Stadtbauamtes für diesen Zweck vorgesehen sind.“

Die Bestimmungen reglementierten die Fassaden an der Bahnhofstrasse sehr streng und zusammenhängend über mehrere Gebäude. Für die Gebäudetiefen und die Hofgestaltungen bestanden viele Freiheiten, die auch genutzt wurden. An der Strasse wurden unter den Schatten und Regenschutz spendenden, horizontalen Vordächern Ladengeschäfte mit verglasten Schaufenstern angeordnet. Die Fenster in den Obergeschossen wurden zu Horizontalbändern zusammengefasst. Individuelle Werbung wurde auf wenige, von der Stadt bestimmte Bauteile beschränkt. Am Zeilenschluss des Blockes wurden individuelle Erker zugelassen.
Die strenge Strassengliederung in der Bahnhofstrasse wurde an der Strassenecke mit dem verklinkerten Volkshaus-Gebäude in Material und Form gebrochen. Der Treppenturm des Volkshauses bildet den Übergang zu den horizontalen Fassadengliederungen, die zum Bahnhof fluchten. Gleichzeitig verfügt das Volkshaus über eine moderne, dynamische Architektursprache. Das Hotel Elite ordnet sich den vorgeschriebenen Gebäudehöhen und -fluchten unter, betont aber mit der Fenstergliederung die Vertikale und setzt sich mit dem Naturstein der Fassade von den Putzfassaden in der Strasse ab. Das Bahnhofsgebäude und die Post entstanden vor der «Bieler Moderne». Im Stadtbild entsteht durch diese Mischung aus viele strengen, schmucklosen Fassaden in der Blockbebauung und wenigen markanten Gebäudegestaltungen an den Ecken und in den Sichtachsen ein spannungsreiches Stadtgefüge.

Bahnhofquartier
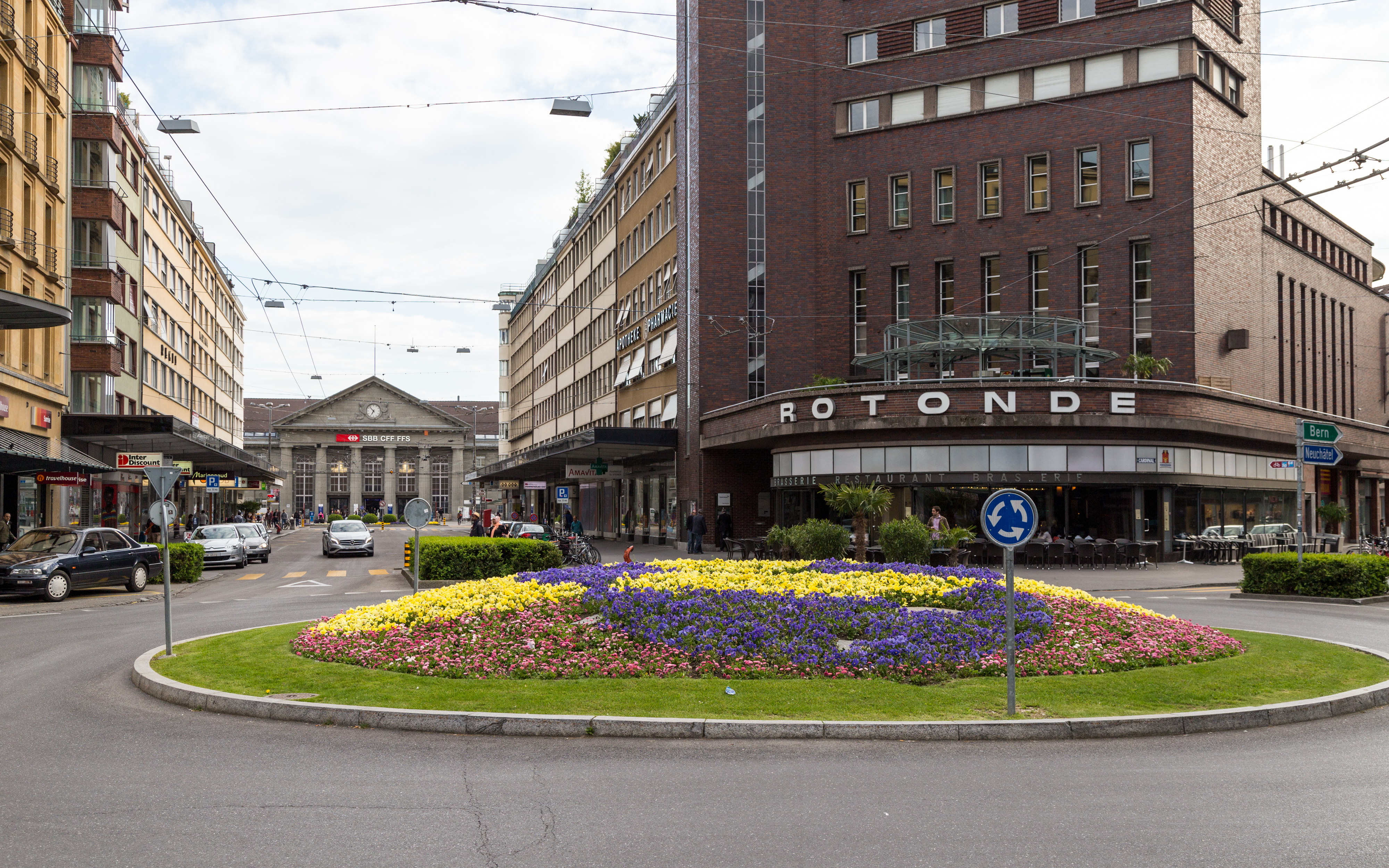
Blick auf Volkshaus und Bahnhof
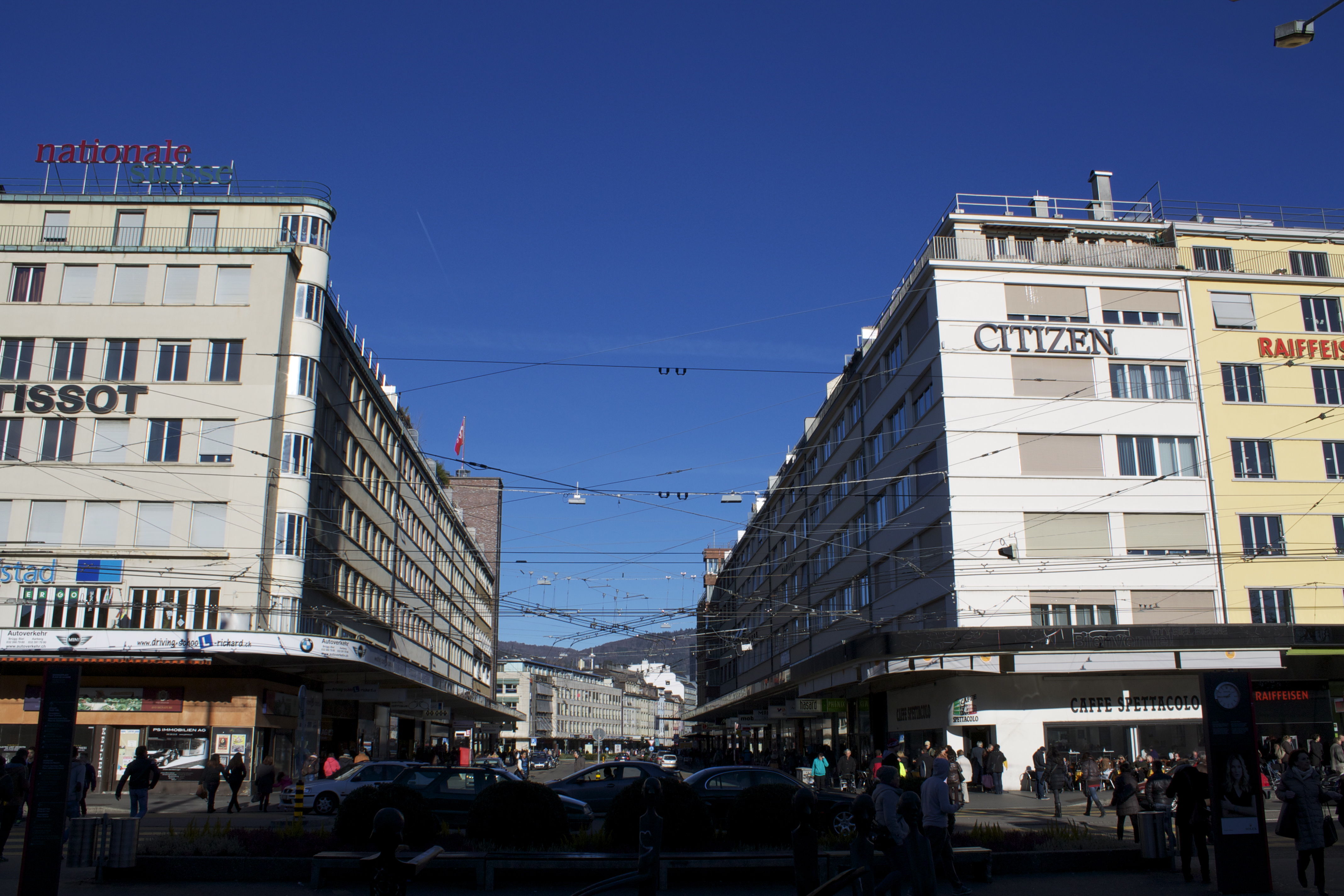
Blick in die Bahnhofstrasse
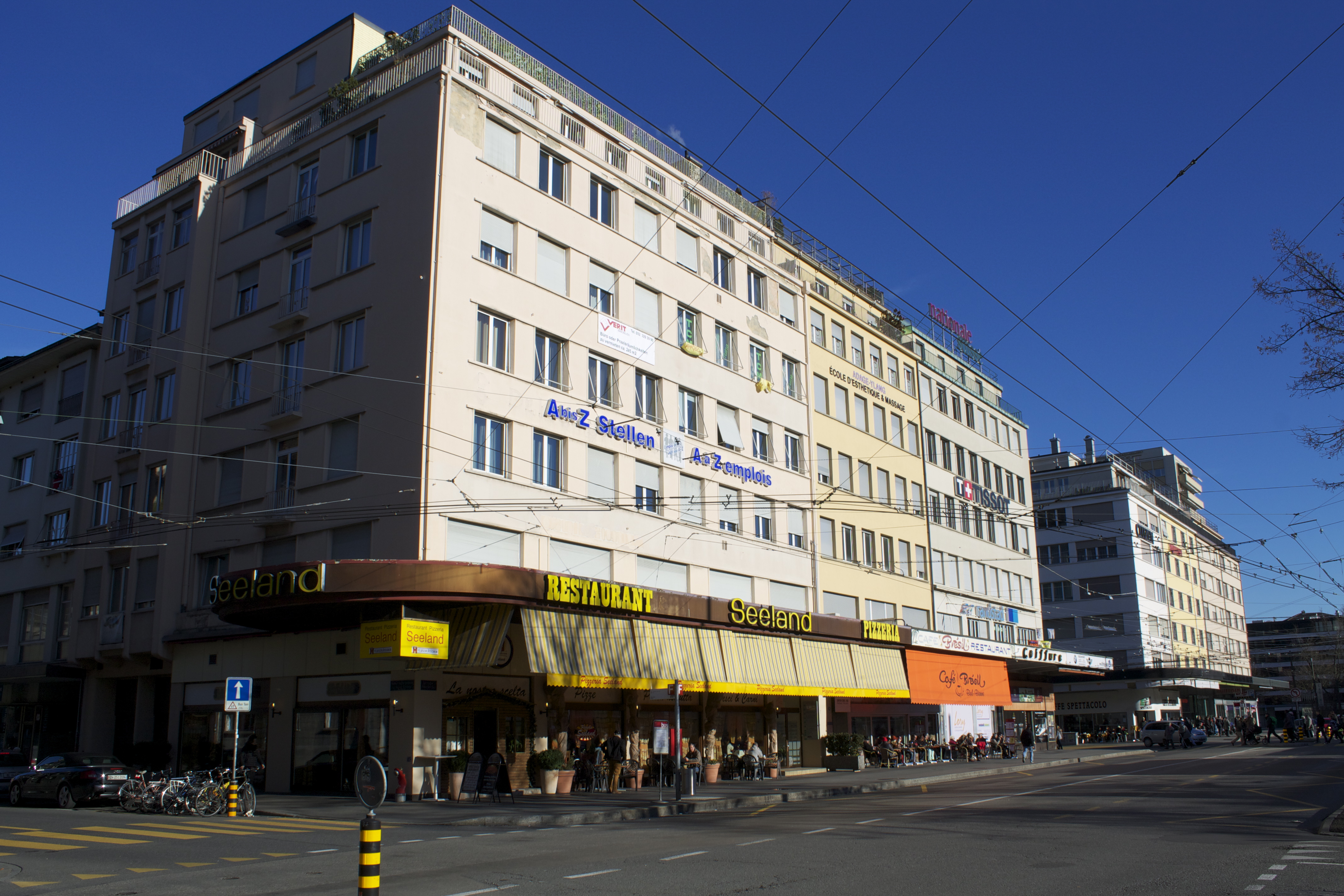
Fassaden Bahnhofplatz 7–13
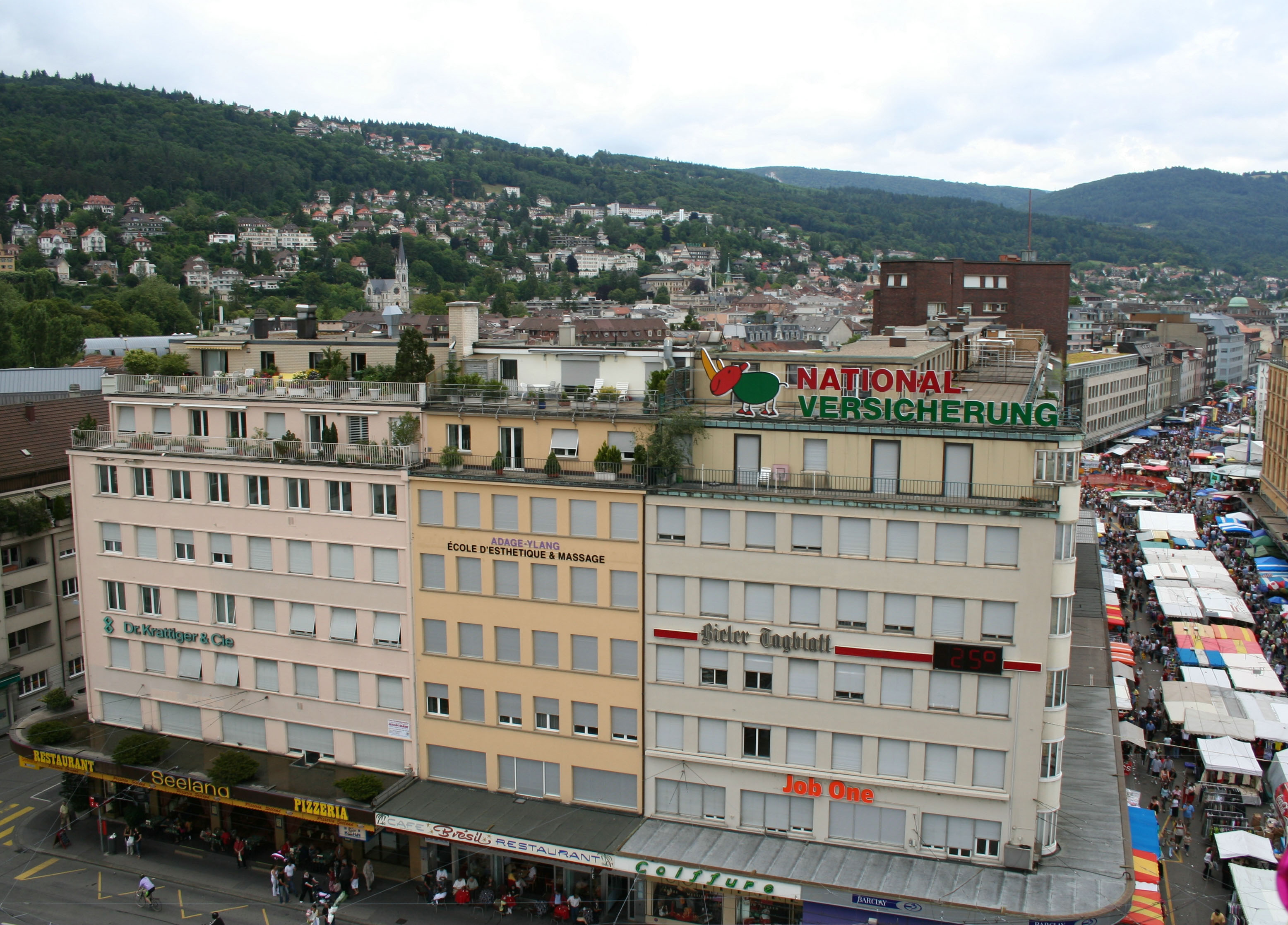
Bahnhofplatz West (Nr. 7, 9)
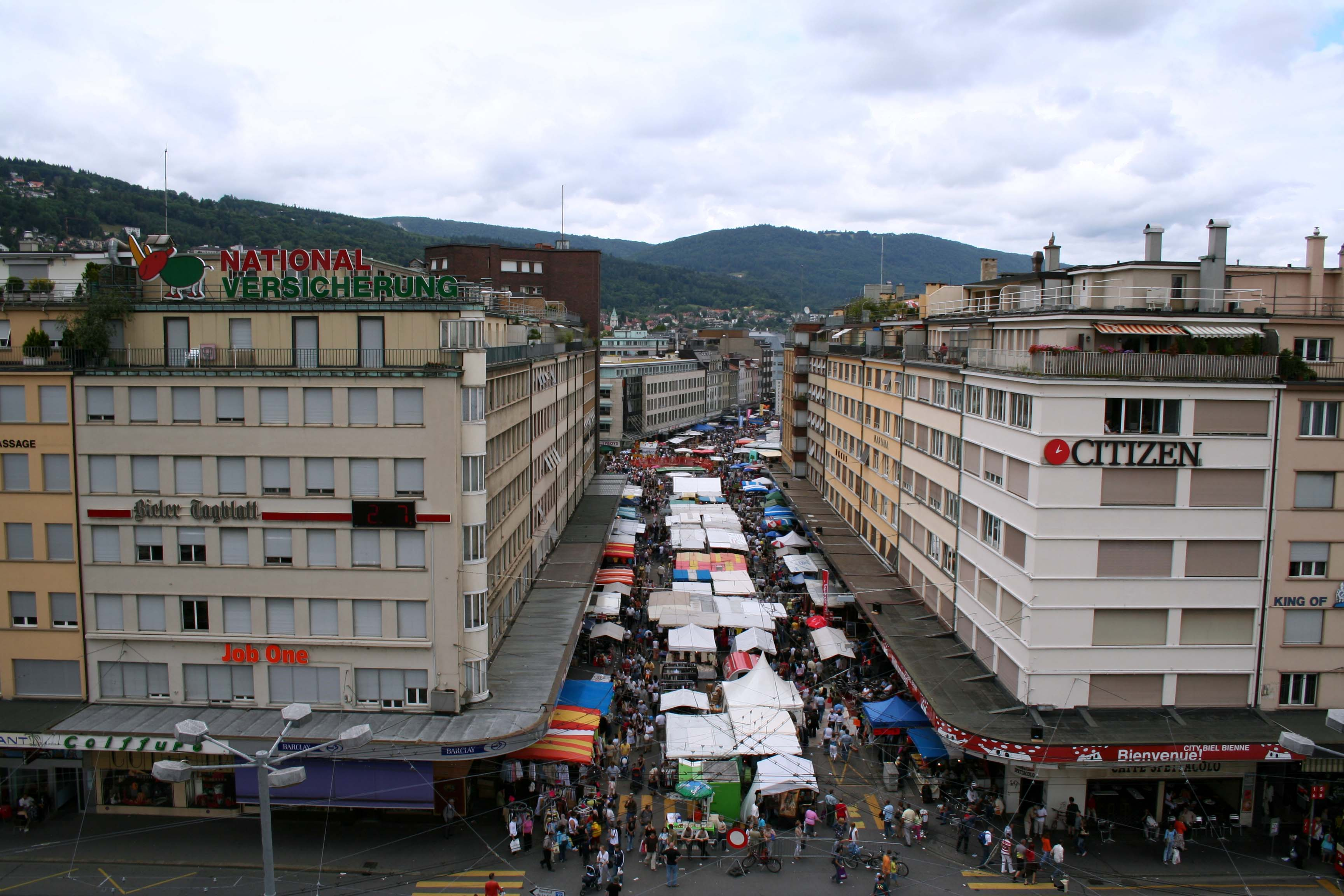
Blick auf die Bahnhofstrasse
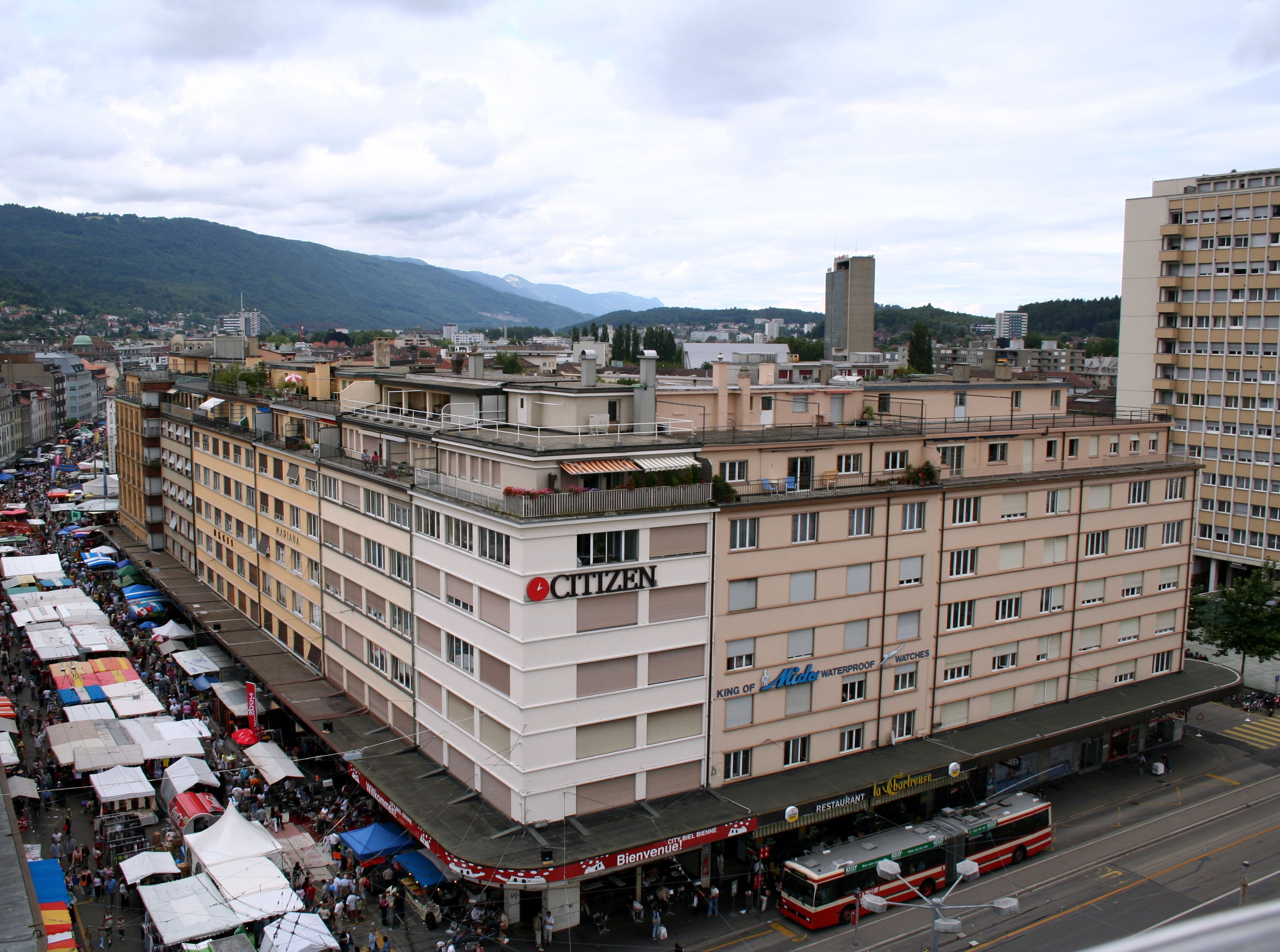
Bahnhofplatz Ost (Nr. 11, 13)

## Beschreibung

Erdgeschossdetails
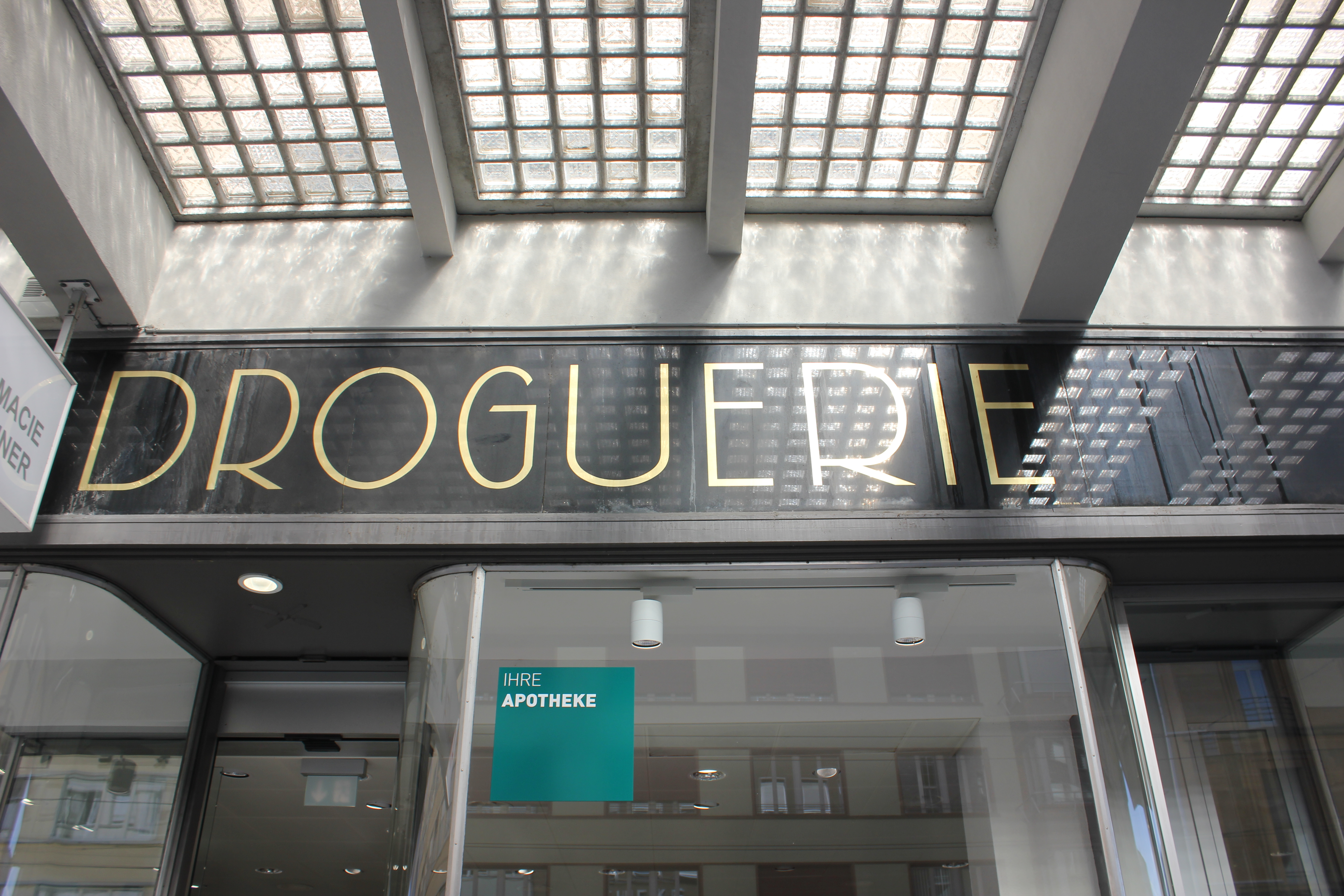
Reklame mit Schaufenster
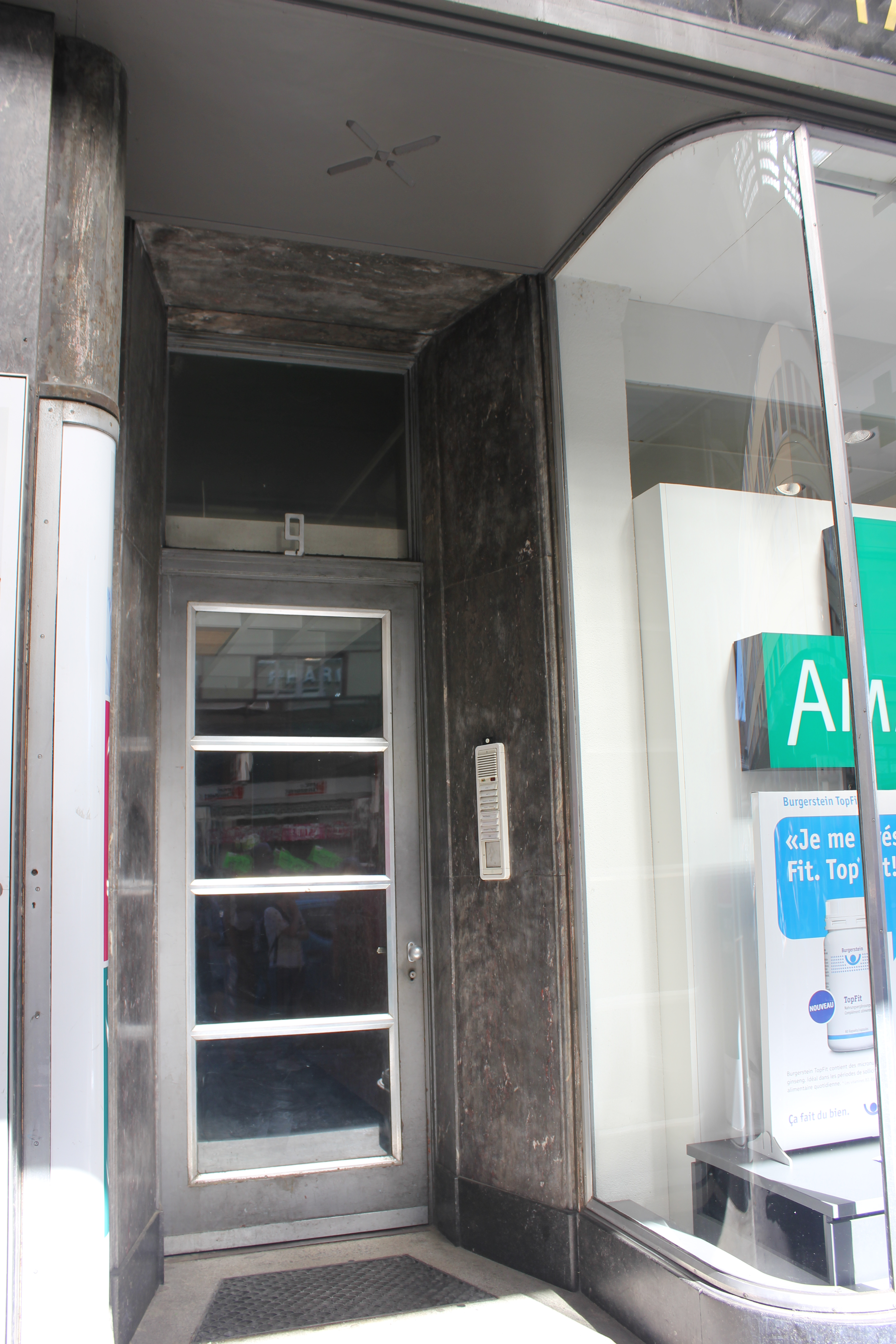
Ladeneingang
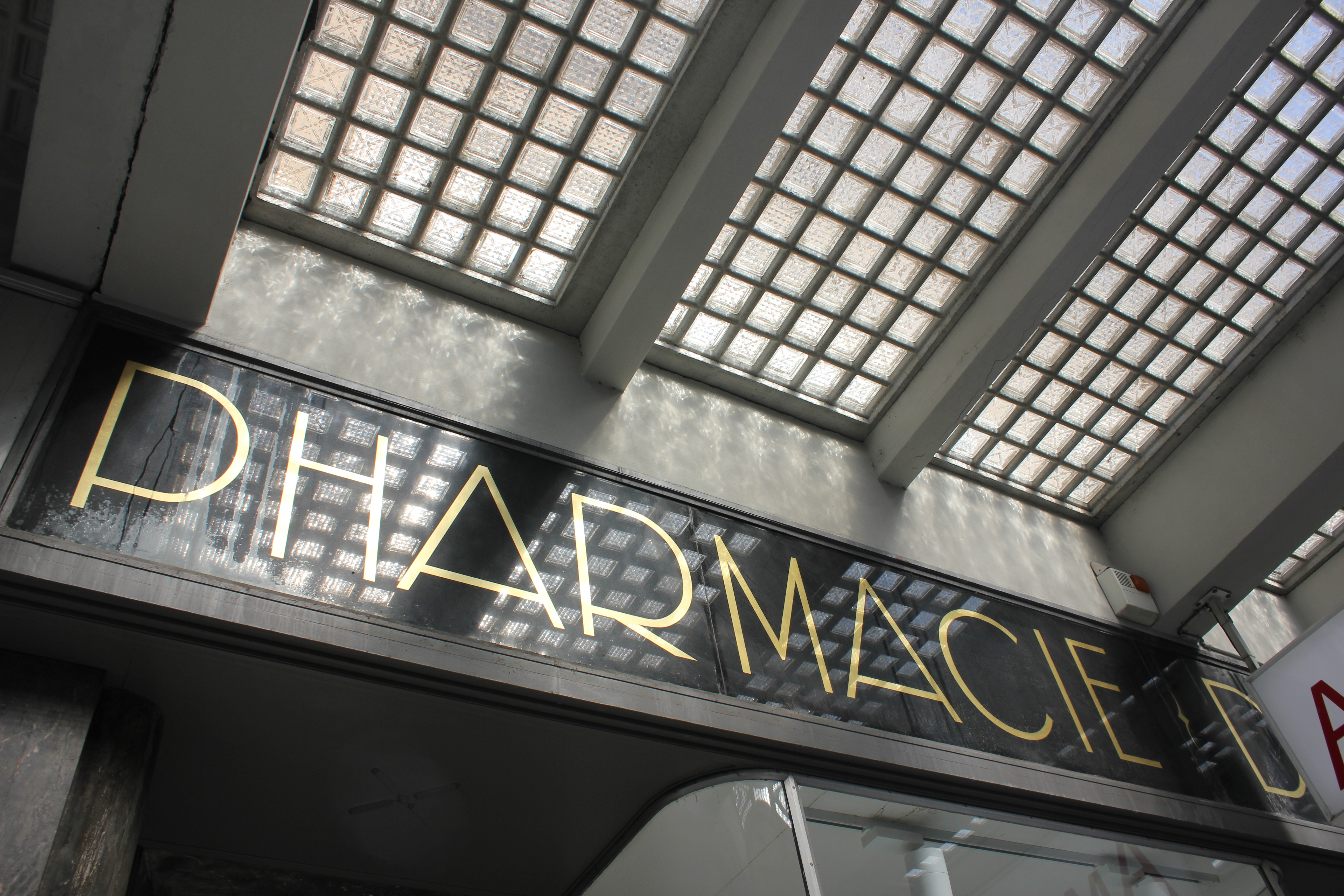
Markise und Reklame
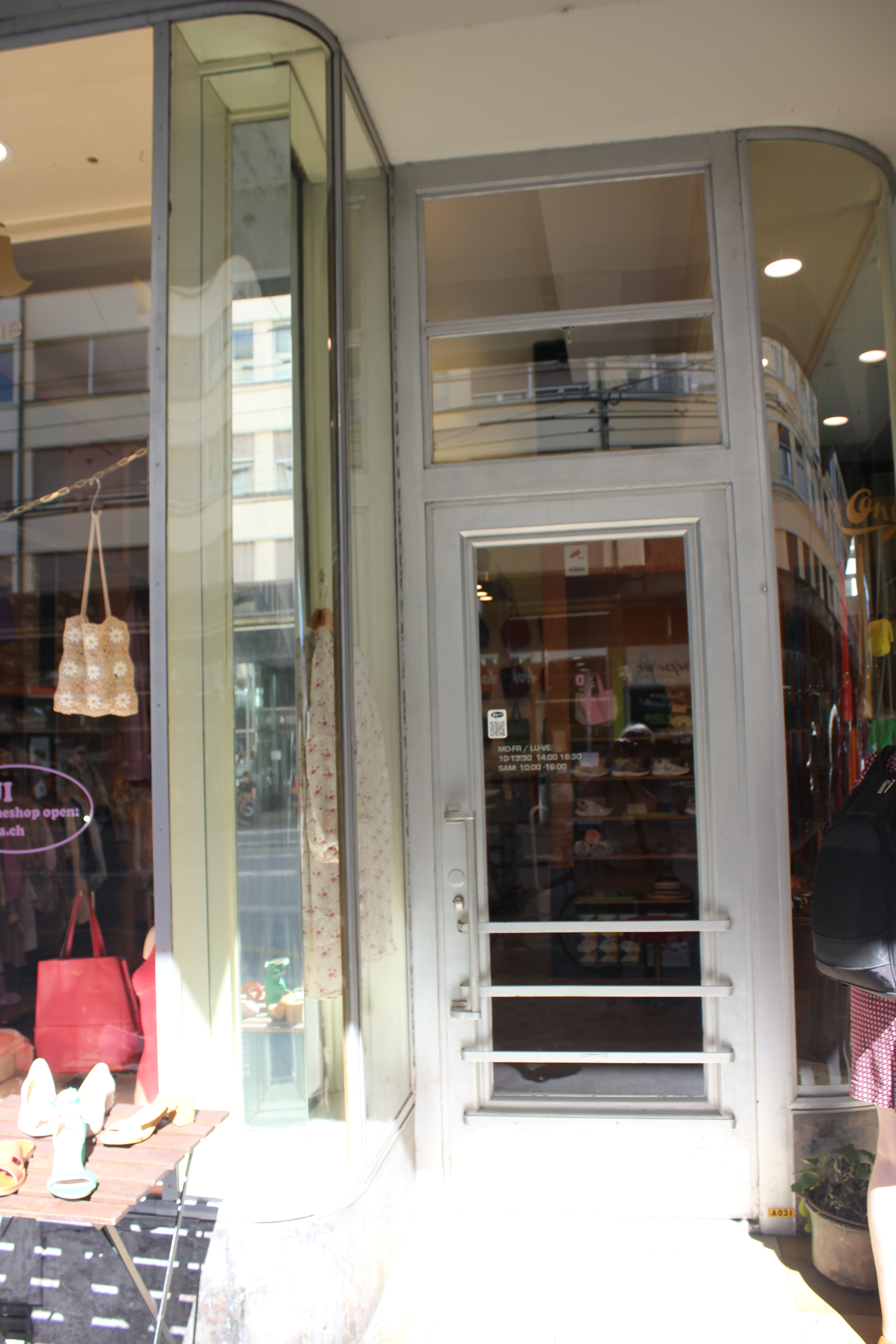
Ladeneingang
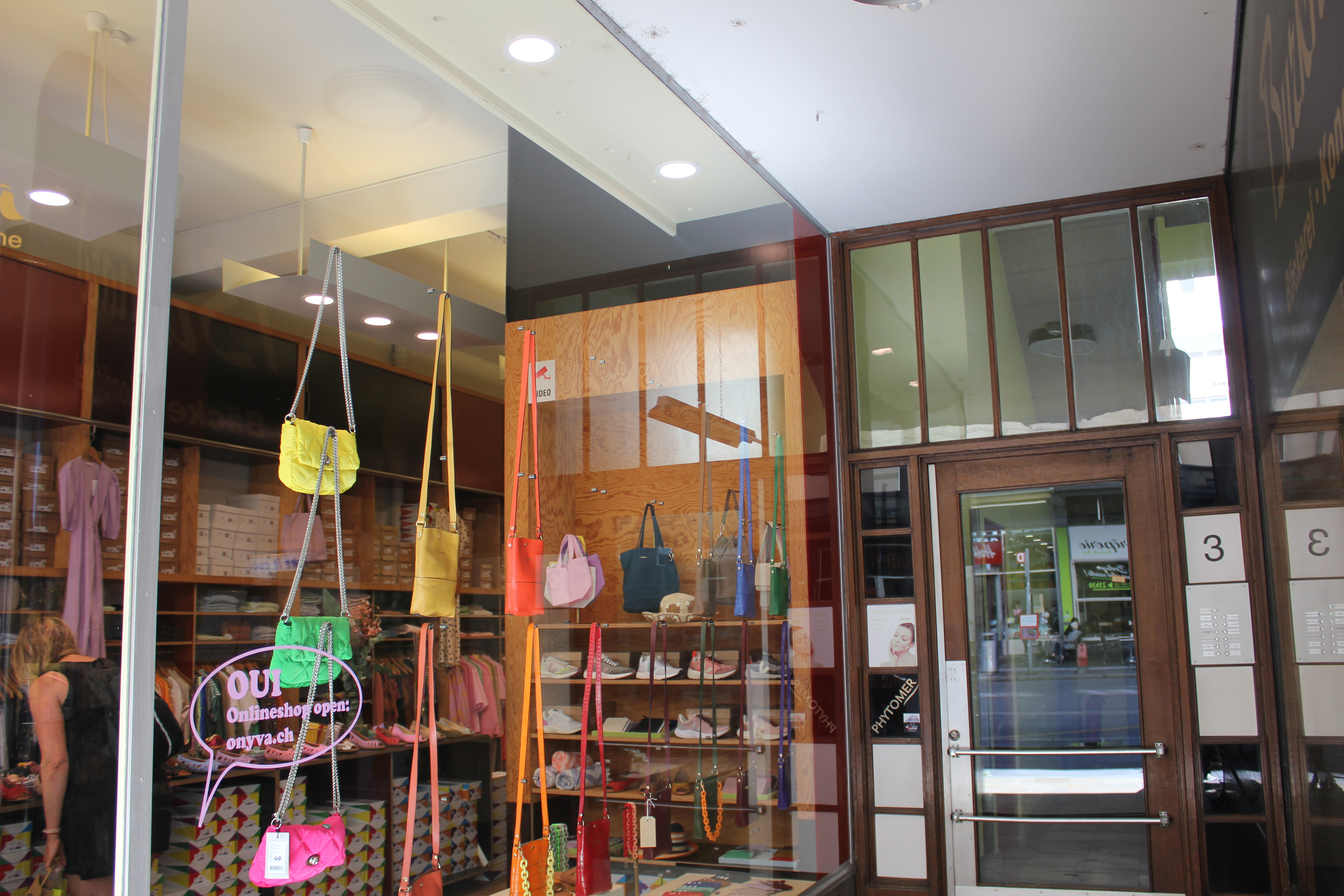
Schaufenster mit Blick in den Laden
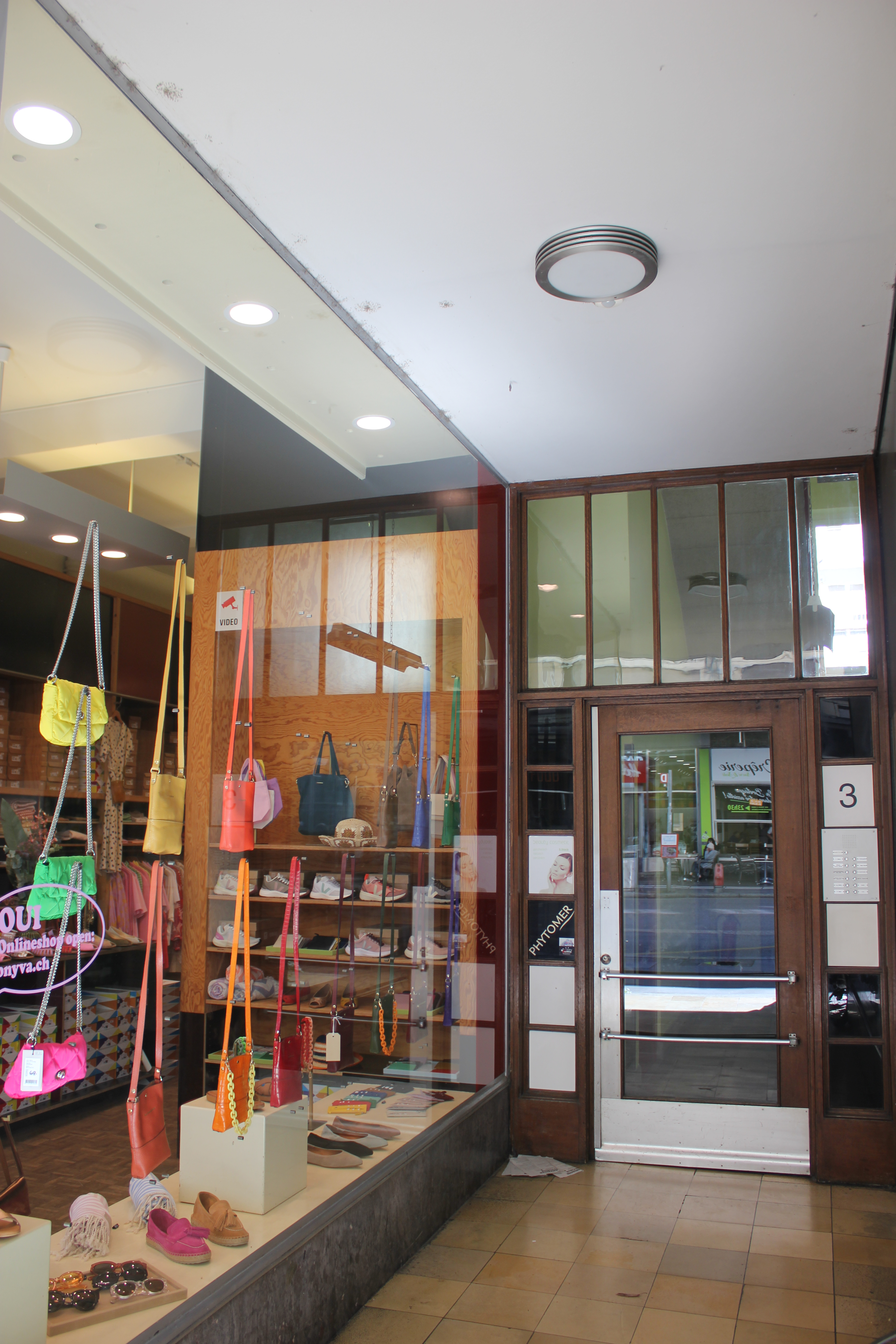
Hauseingang
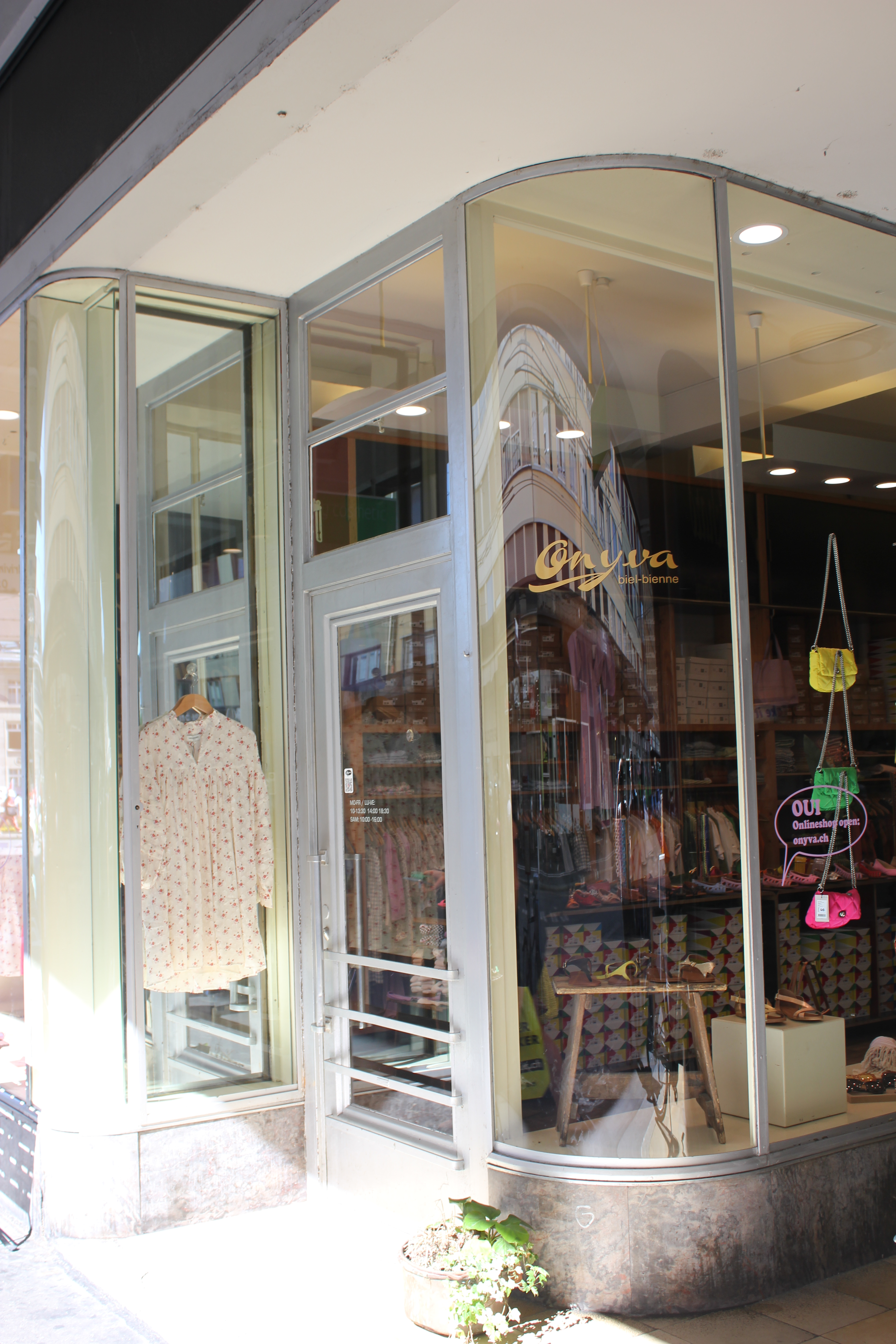
Fensterfluchten
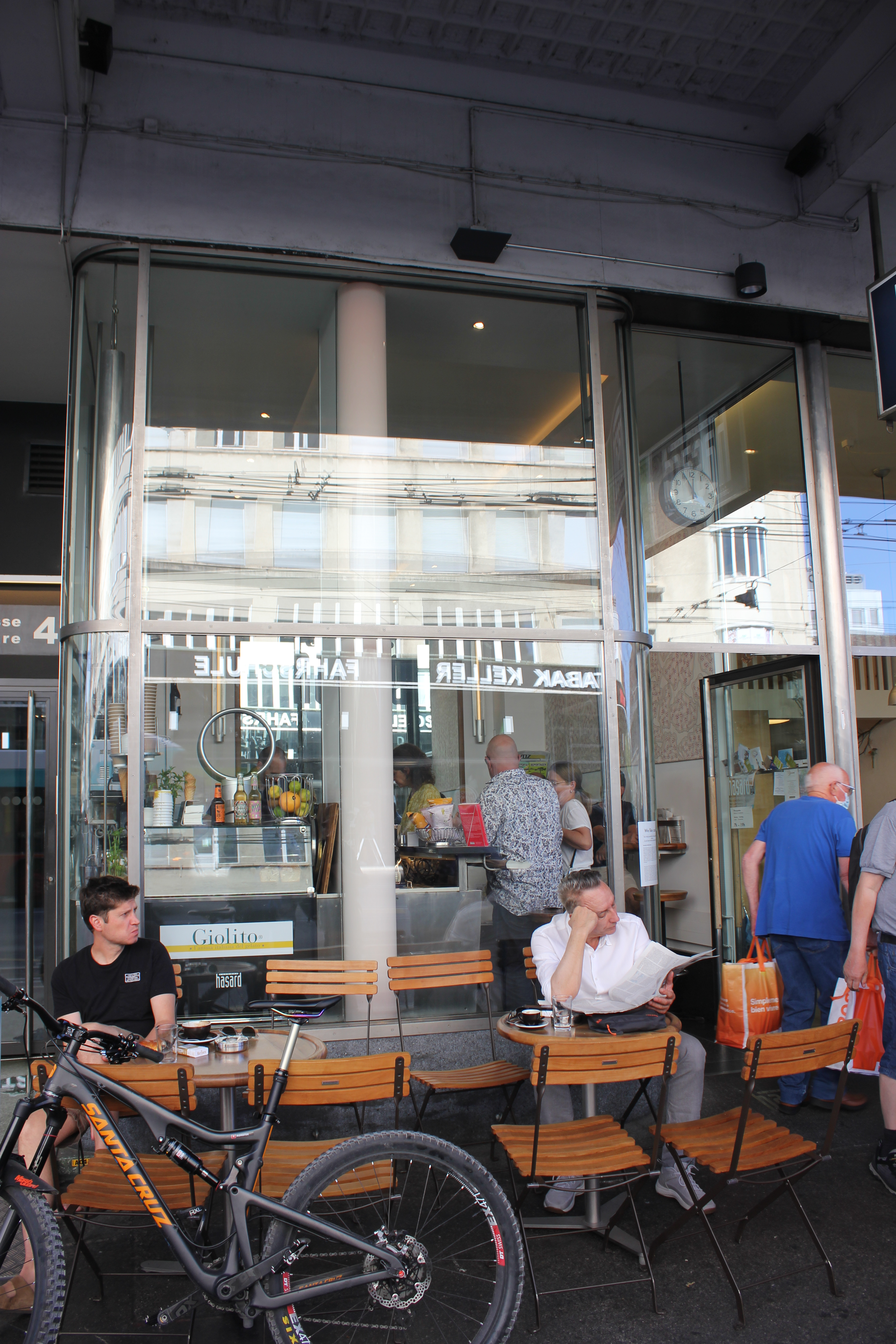
Café

### Bahnhofstrasse 1, 3, 5, 7, 9, Bahnhofplatz 7, 9
Hinter den fünf Hausnummern verbergen sich sieben Wohn- und Geschäftshäuser, die in den Jahren 1930 bis 1934 erbaut wurden. Sie wurden sehr einheitlich als Ensemble gestaltet. Die Fenster wurden zu Bändern zusammengefasst. Die Fassaden der Häuser kommen mit wenigen Schmuckelementen aus. Vielmehr ist die Qualität der Ausbildung im Detail bemerkenswert. Viele der gerundeten Schaufenster, die sich bis in die Hauseingänge ziehen und diese fassen, sind im Original erhalten. Es entsteht ein grossstädtisches, «kühl-modernes Erscheinungsbild». Die kantonale Denkmalpflege bewertet das Ensemble «als das urbane Paradestück der Bieler Moderne und in seiner Konsequenz, Qualität und Einheitlichkeit von landesweiter Bedeutung».

Hoffassaden
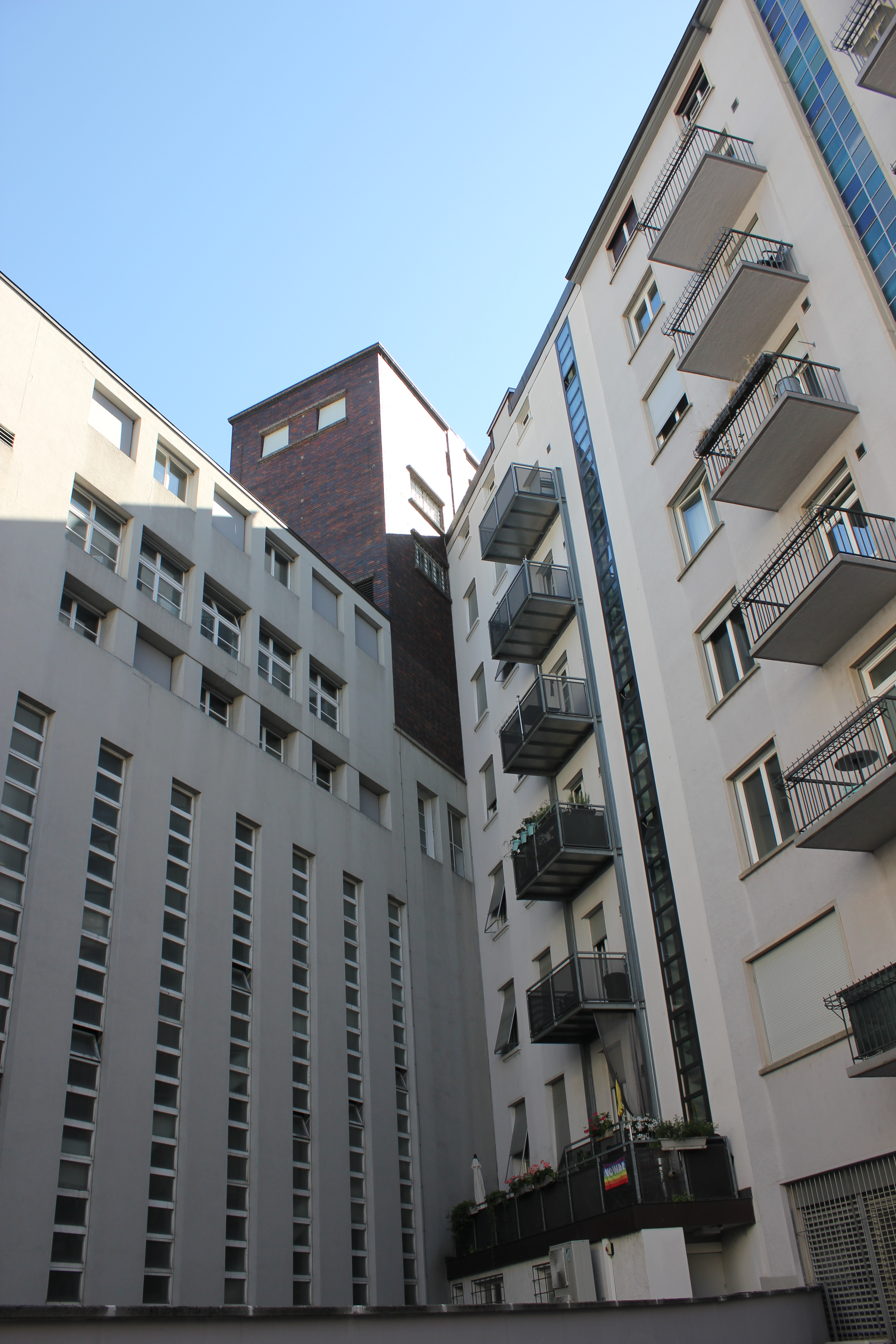
Hof zum Volkshaus
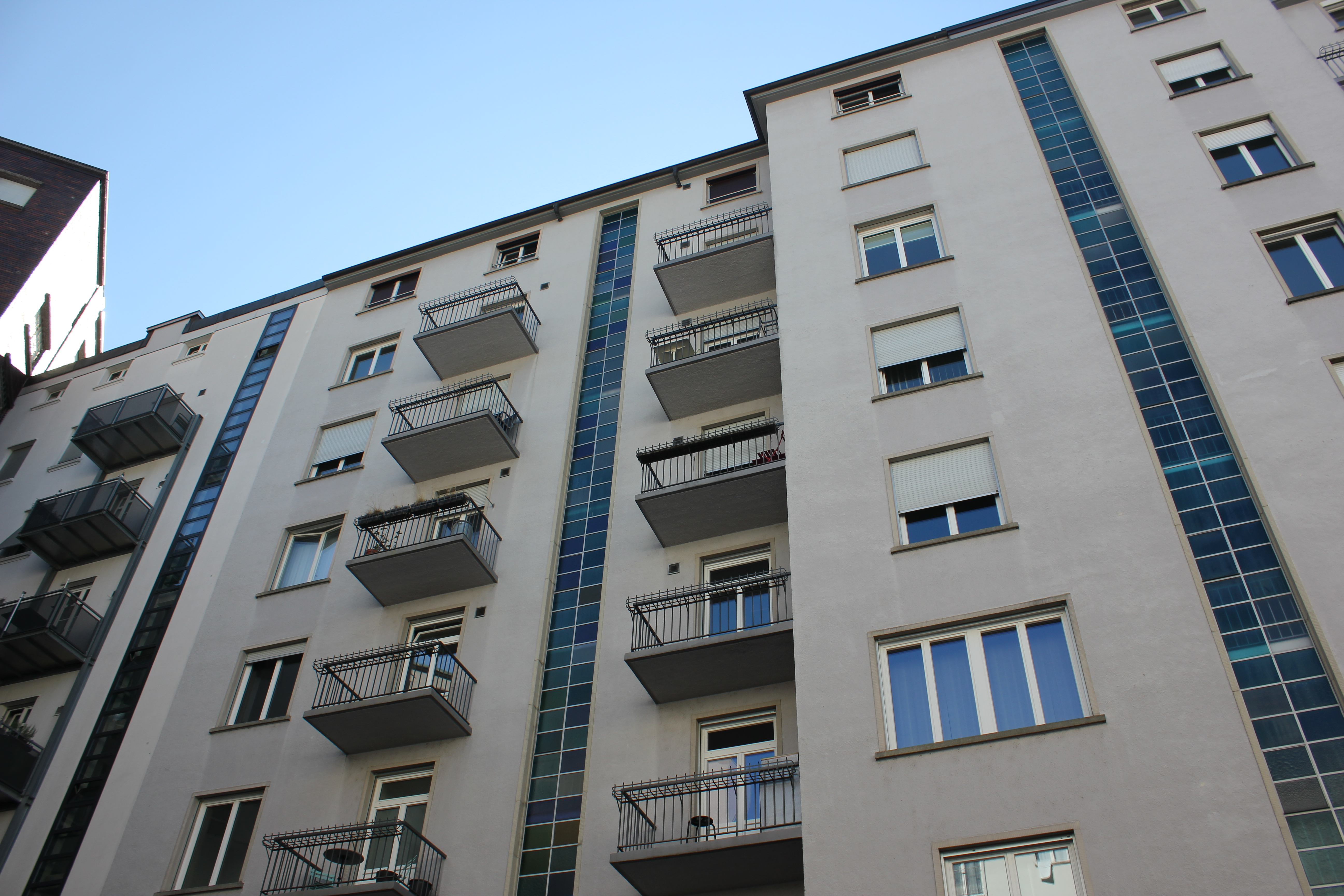
Treppenhausverglasung mit bunten Gläsern
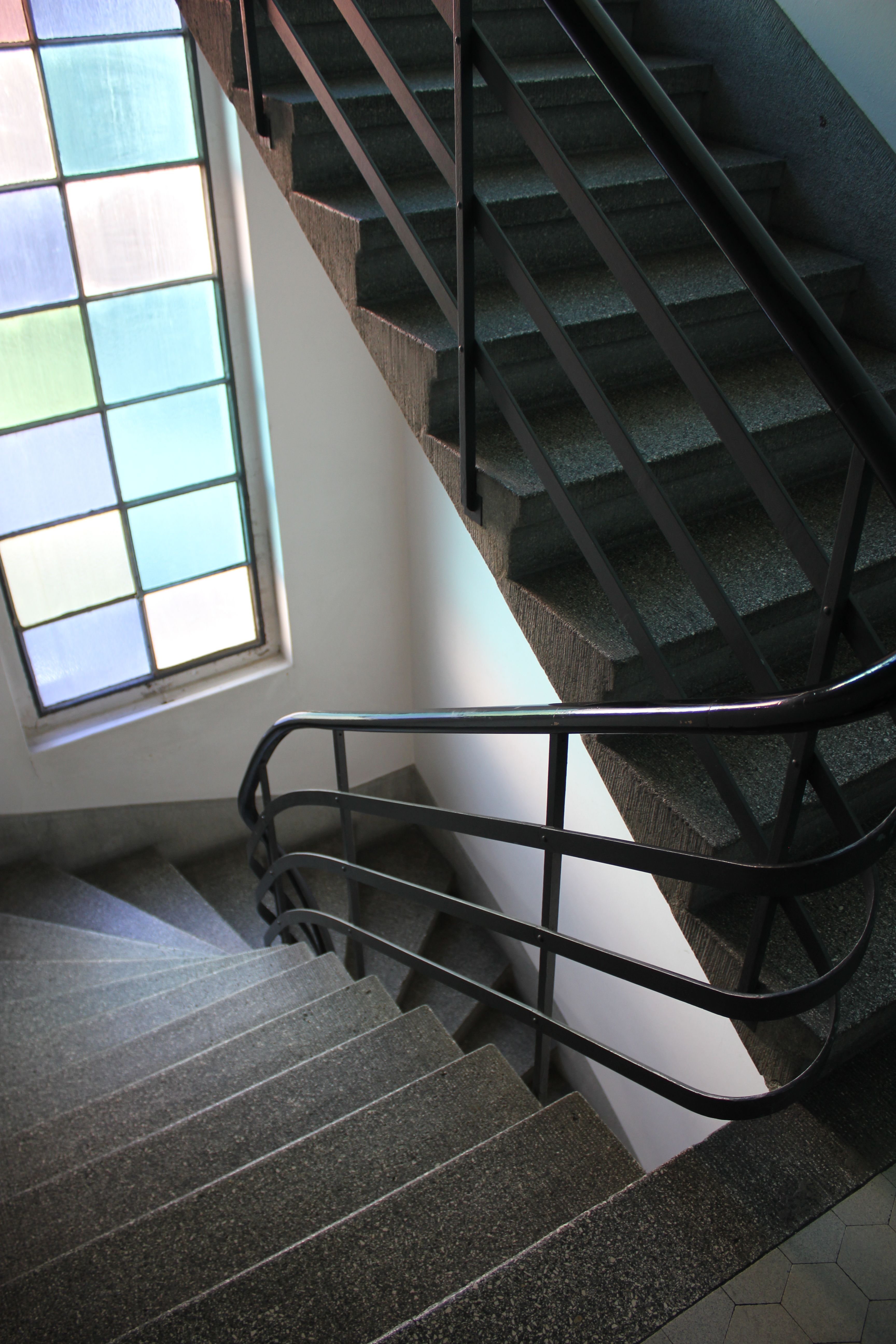
Verglasung Treppe
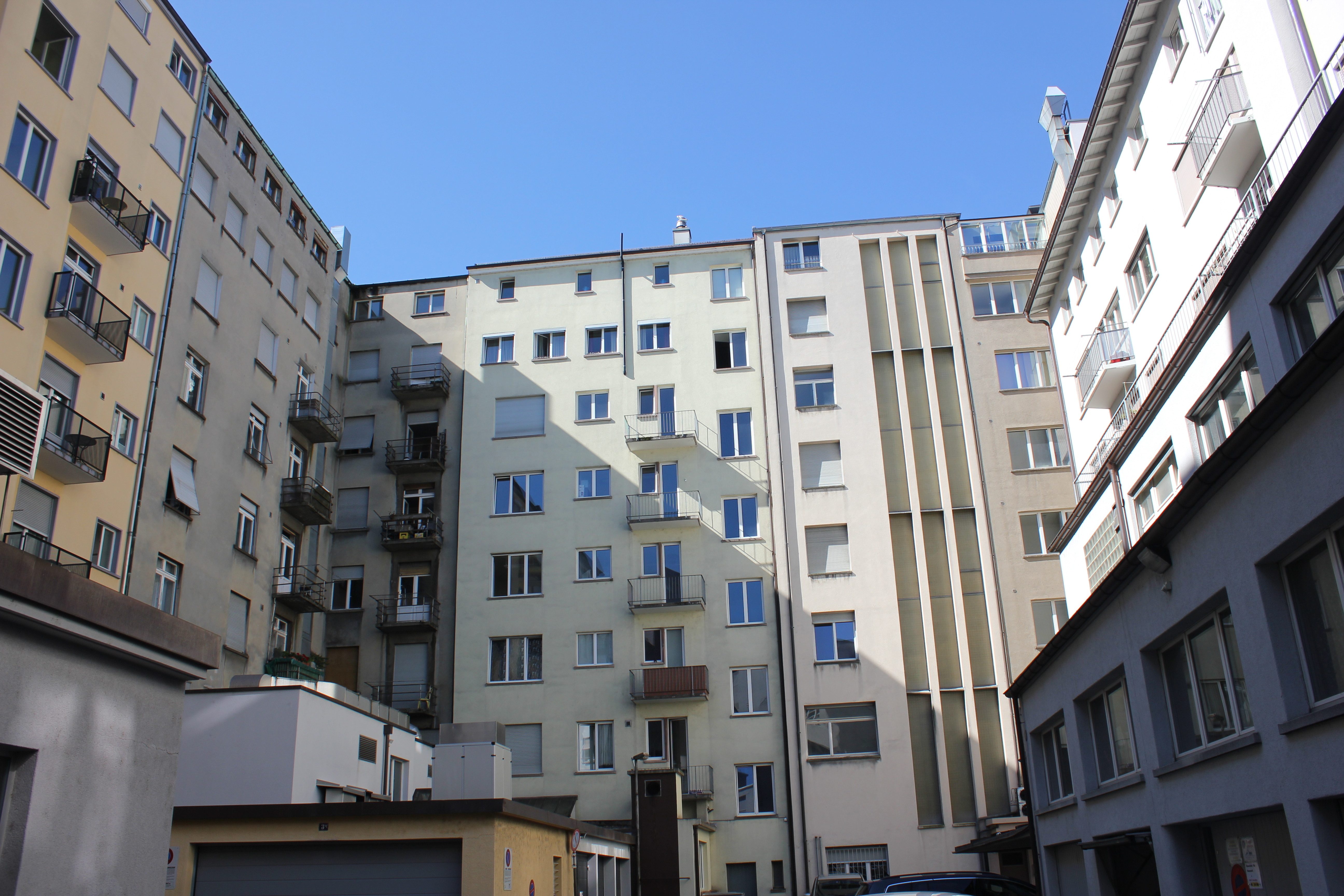
Hofseite, Lochfassaden
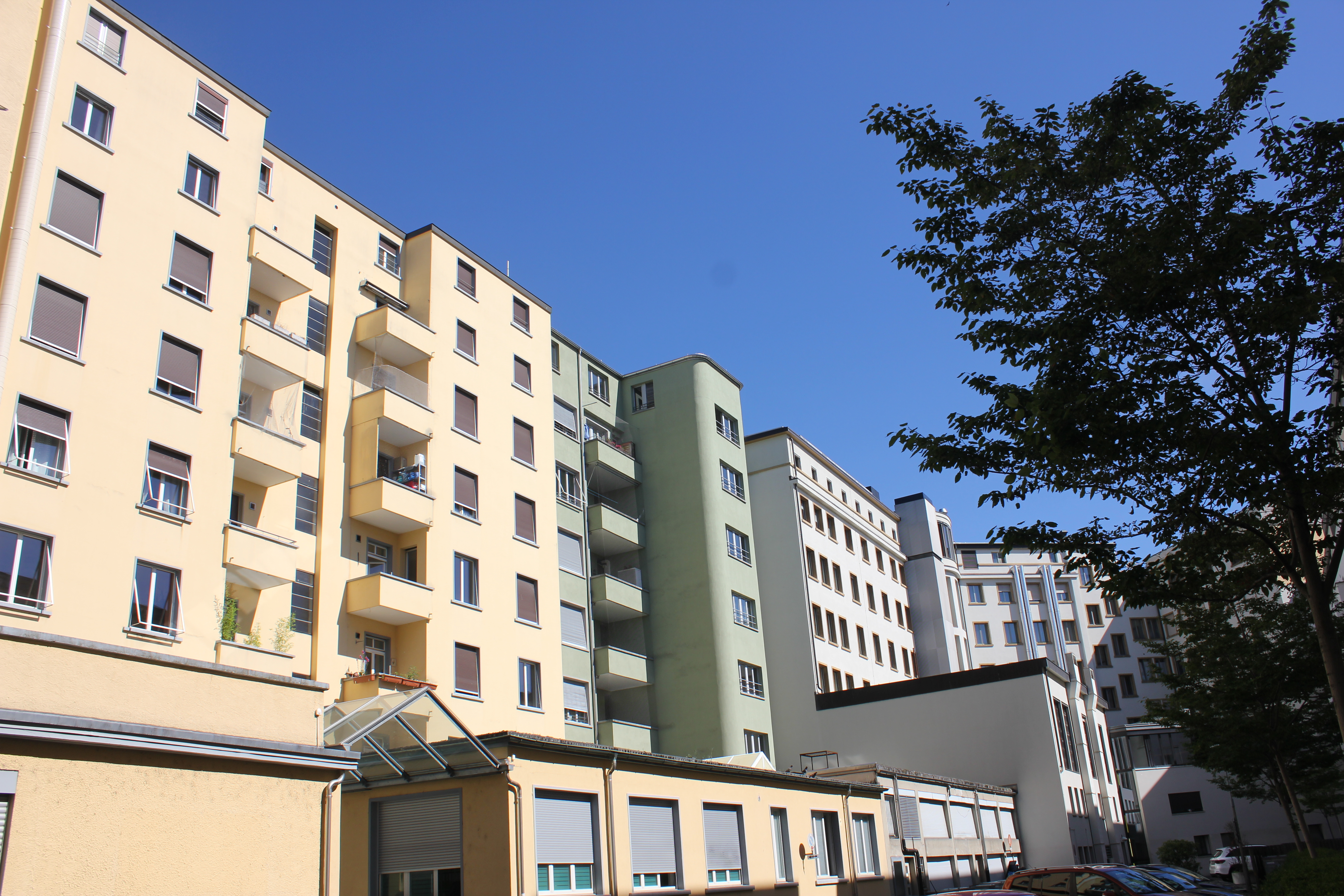
Hofseite, rechts «Hotel Elite»

### Bahnhofstrasse 2, 4, 6, 8, 12, Bahnhofplatz 11, 13
Die acht Wohn- und Geschäftshäuser wurden zwischen 1932 und 1940 fertig gestellt. Haus Nr. 12 erhielt einen Erker aus Ziegeln. Er wurde bei der Errichtung von der Stadt Biel als rahmenbildender Übergang zum «Hotel Elite» mit seiner abweichenden Fassadengestaltung gefordert. Das Haus Nr. 6 trägt die Inschrift «MARIANA» und das Haus Nr. 8 den Schriftzug «REGIS». Ansonsten ordnen sich die Fassaden strikt den Auflagen des Bebauungsplans von 1925 und den von Sonderbauvorschriften von 1930 unter. Die sechsgeschossigen Zeilenbauten verfügen jeweils über ein nach hinten verschobenes Attikageschoss und Flachdächer. Auch auf dieser Strassenseite sind die Schaufensterverglasungen vielfach noch im Original vorhanden. Die sogenannten «Markisen», Vordächer aus Glasbausteinen, gefasst in Betonrahmen, sind nur zu einem kleinen Teil restauriert worden. Viele wurden einfach mit Bitumenbahnen überklebt, um die im Laufe der Zeit aufgetretenen Undichtigkeiten auszuflicken. Durch diese Massnahmen wurden die lichten Fusswege vor den Läden abgedunkelt. Die Gebäuderückseiten wurden oftmals mit schlichten Rückfassaden ausgebildet. Einige senkrechte Treppenhausverglasungen verfügen noch über die bunten Fenstergläser ihrer Erbauungszeit.
Am Bahnhofplatz gelten die gleichen Gestaltungsrichtlinien. Beim Haus Bahnhofplatz 13 endet die Markise an der Ecke zur Thomas-Wyttenbach-Strasse in einem Halbkreis. An der Fassade der Thomas-Wyttenbach-Strasse sind auskragende Balkone zugelassen (siehe Abbildung).
«Das grosszügige, kühl-moderne Erscheinungsbild thematisiert die (Gross-)stadt als stromlinienförmiges Gebilde. Das Bahnhofquartier ist das urbane Paradestück der Bieler Moderne und in seiner Konsequenz, Qualität und Einheitlichkeit von nationaler Bedeutung.»

Strassenfassaden
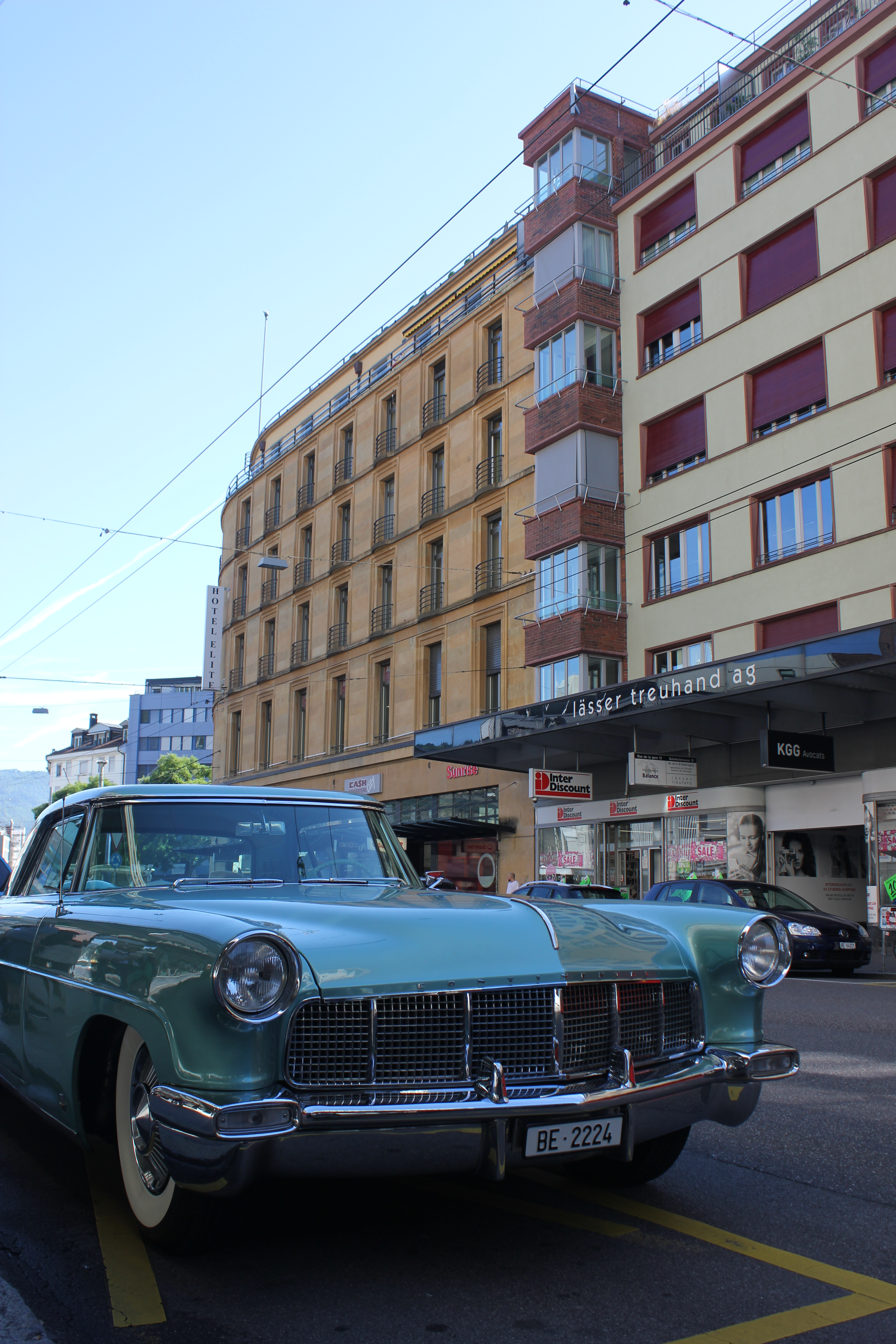
Erker (Nr. 12) zum «Hotel Elite»
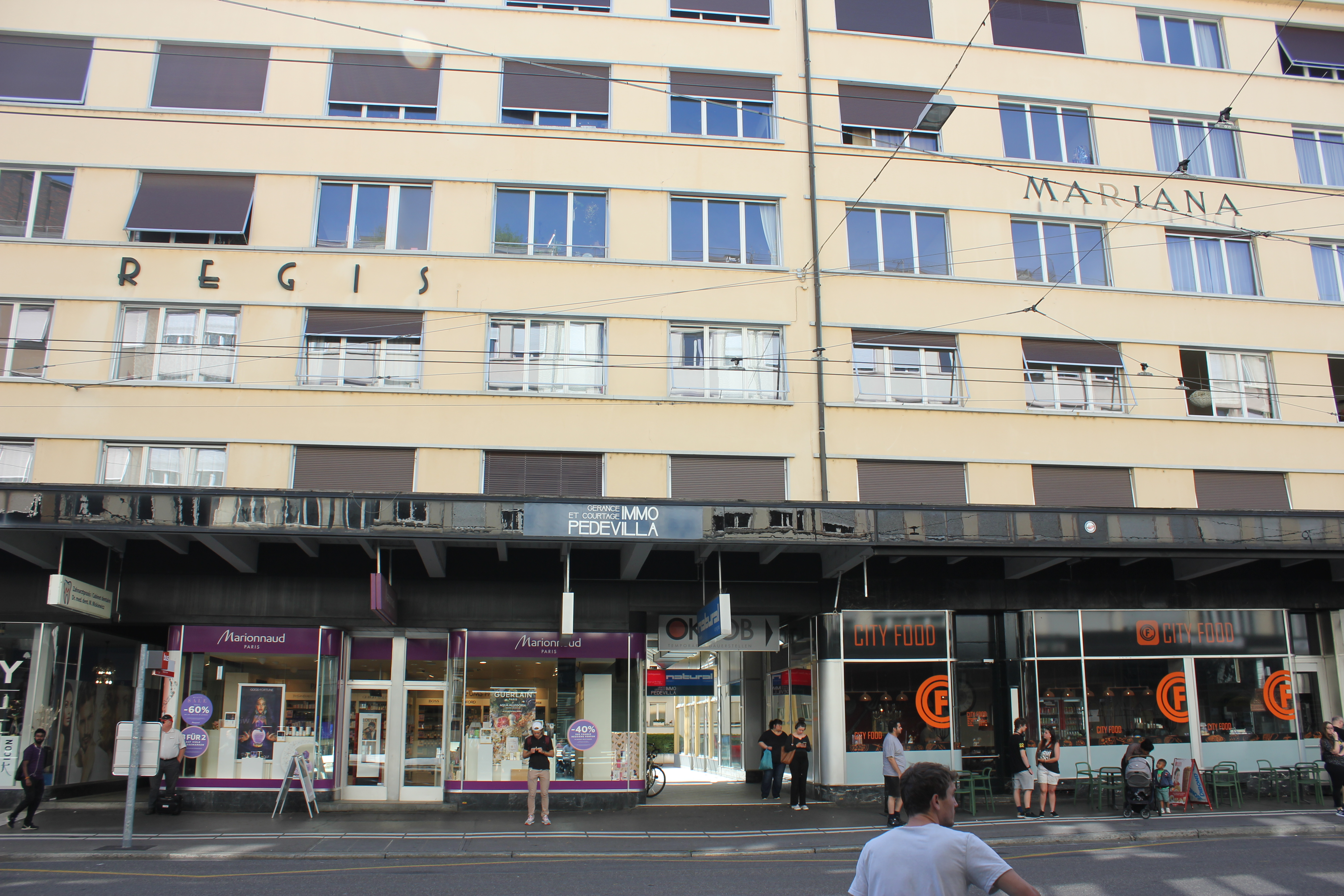
Nr. 6 mit Inschrift «MARIANA» und Nr. 8 mit Schriftzug «REGIS»
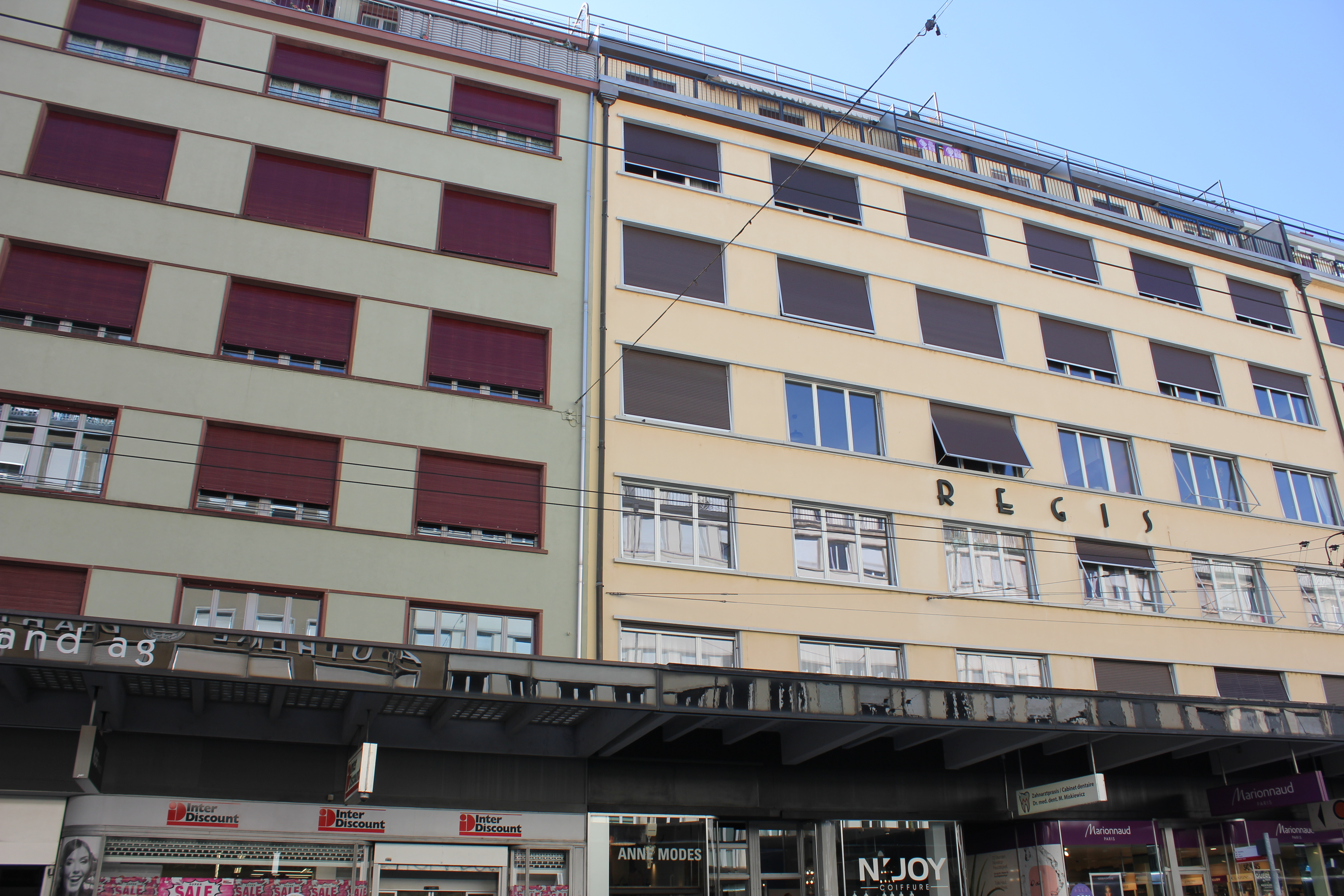
Hauptfassaden in der Bahnhofstrasse Nr. 4 und 6
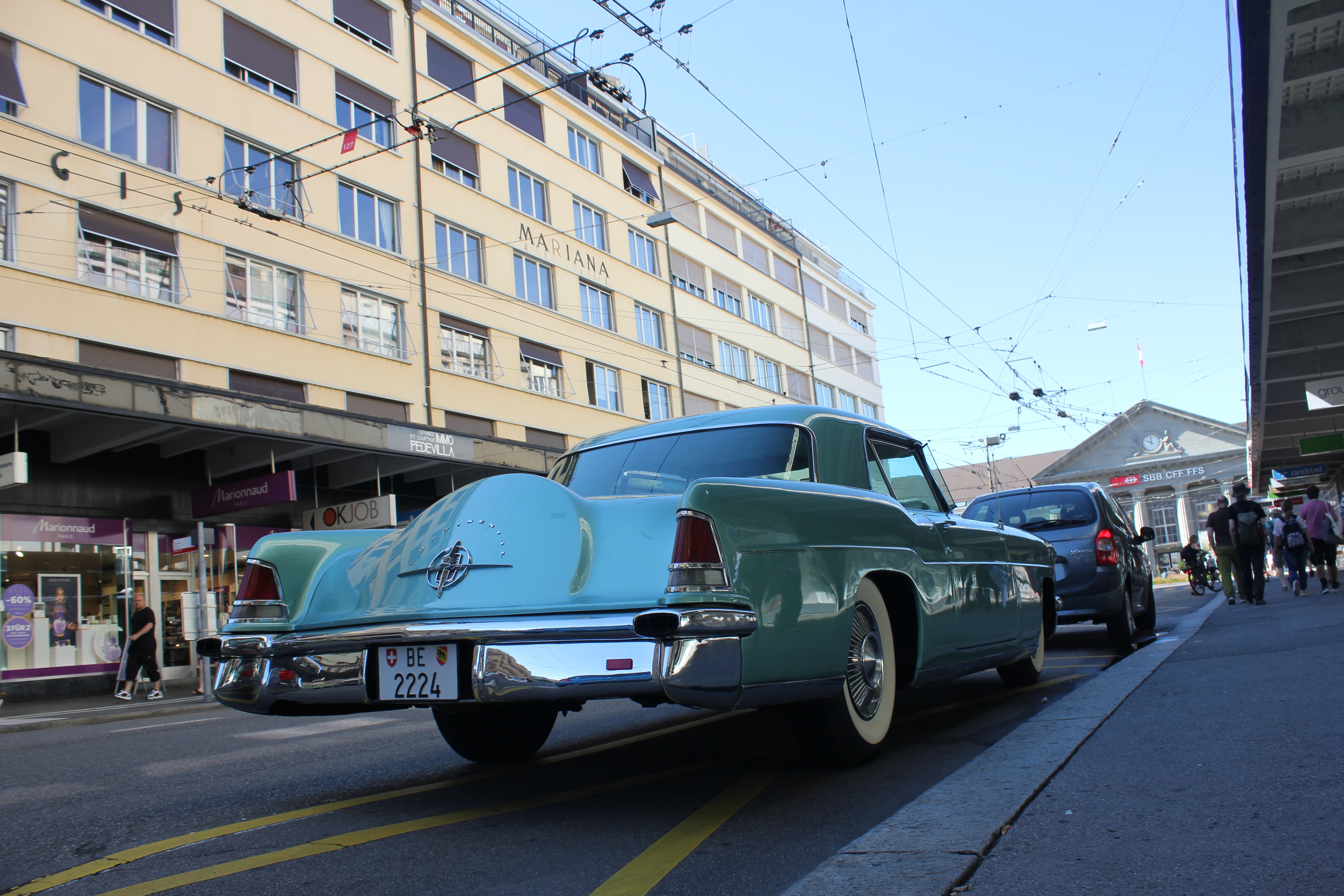
Bahnhofstrasse mit Blick zum Bahnhof
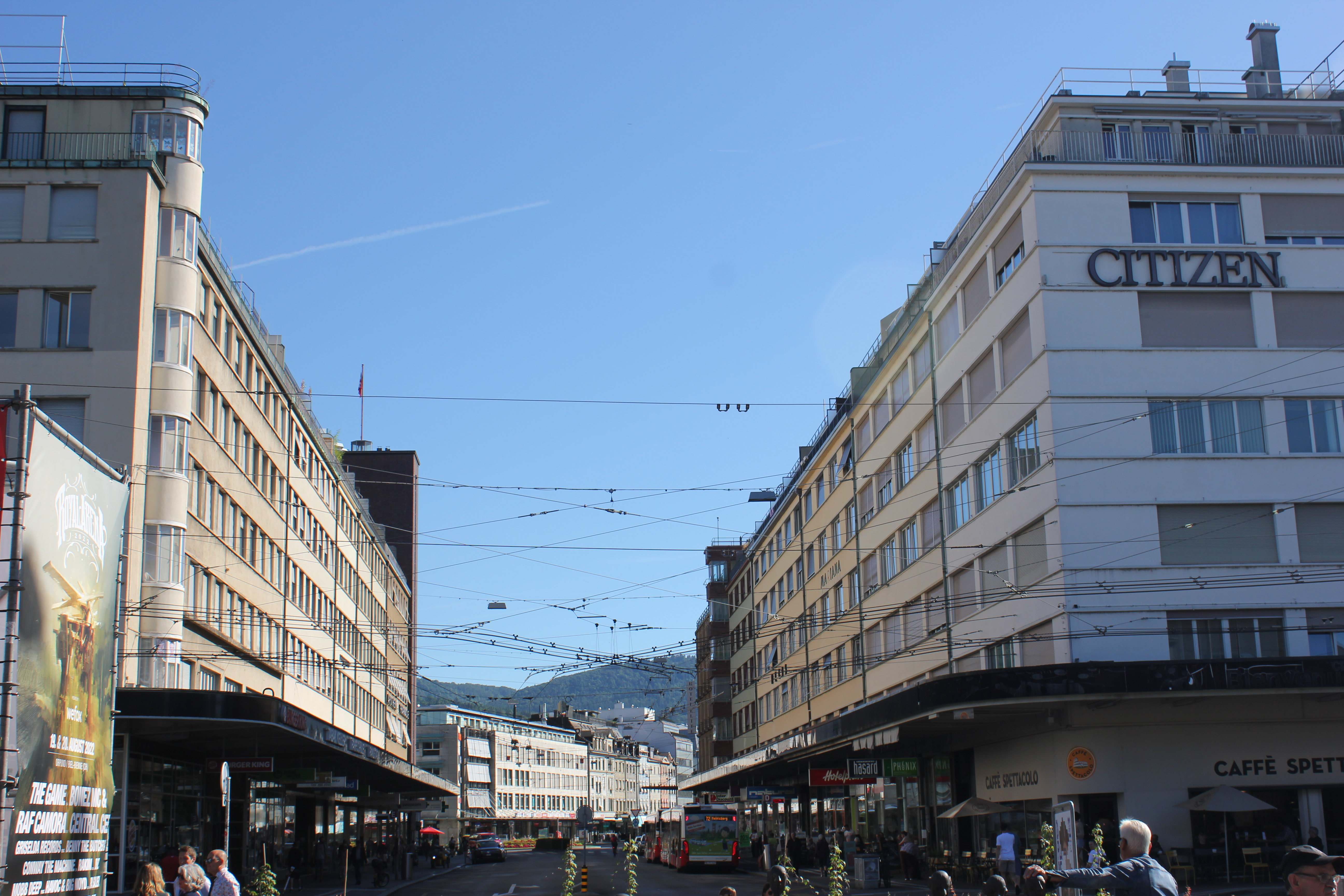
Korrespondierende Erker am Bahnhofplatz und am «Hotel Elite»
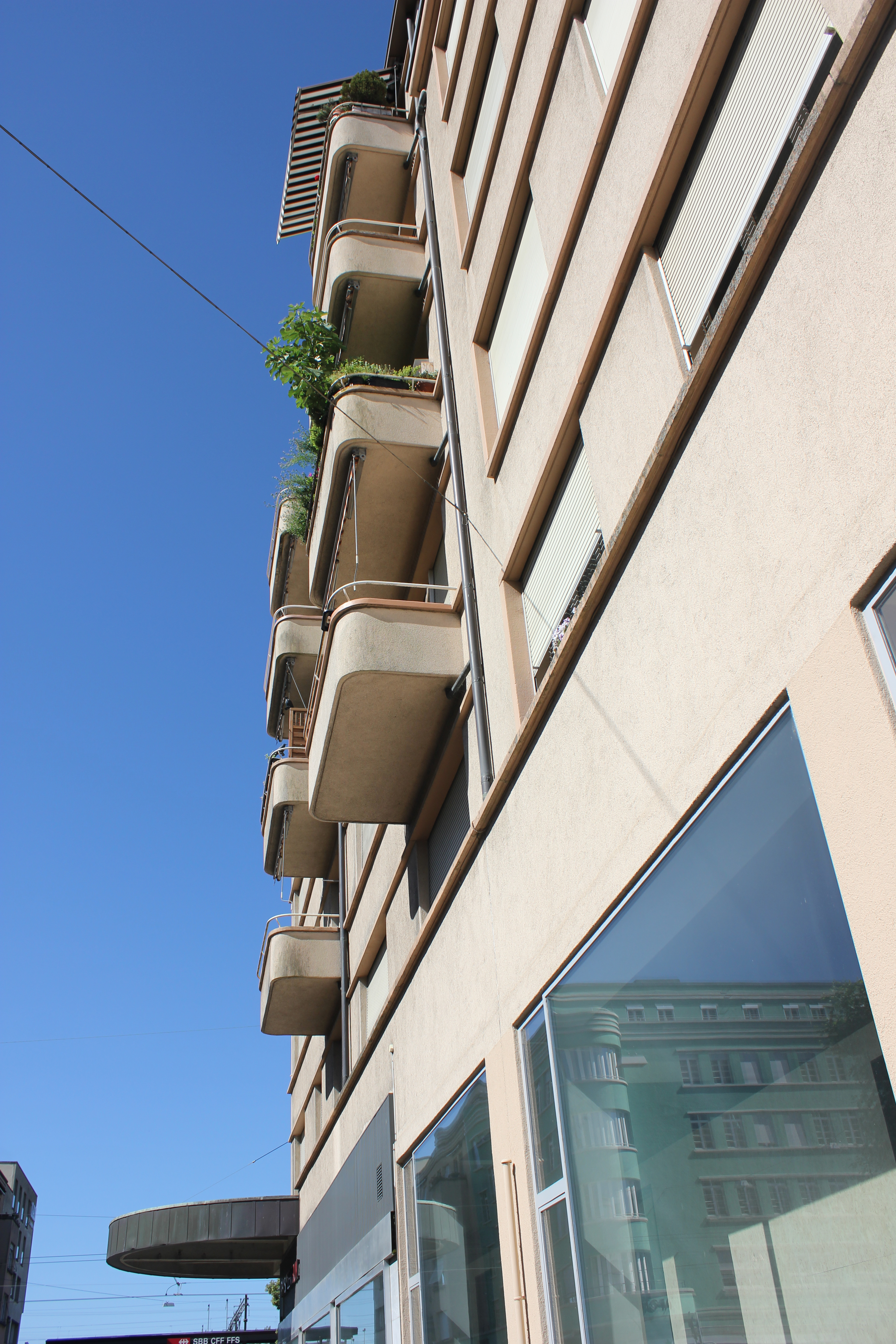
Ecke Thomas-Wyttenbach-Str.